# Style paquebot
Pour les articles homonymes, voir Paquebot.
Le style paquebot (en France) ou Streamline Moderne (aux États-Unis, rationalisation moderne, en anglais) est une branche tardive épurée des styles Bauhaus, Neues Bauen, architecture moderne, et Art déco d'entre-deux-guerres des années 1930, à son apogée vers 1937. Ce style de design architectural privilégie les formes géométriques symétriques modernes, sobres et épurées, les longues lignes horizontales, en contraste avec des surfaces et coins arrondies, inspirés des paquebots transatlantiques de croisière très en vogue de l'époque, en forme d'étraves, avec terrasses et balcons à bastingages en porte-à-faux, conçus comme des coursives de ponts de paquebots, vastes baies vitrées, hublots, toit-terrasse, passerelle,,,, etc.
Le terme paquebot peut aussi désigner un grand immeuble de bureaux situé dans une zone urbaine dense.

## Histoire
Le « style paquebot » est incarné par des paquebots transatlantiques tels que l'Île-de-France de 1926, ou le Normandie de 1932, véritables vitrines de l'art de vivre Art déco des années folles de l'époque.
Dans la salle à manger des premières classes du Normandie, aménagée entre 1933 et 1935, douze hauts piliers en verre de Lalique et trente-huit colonnes lumineuses illuminaient la salle. Le Strand Palace Hotel de Londres (1930), préservé de la démolition par le Victoria and Albert Museum en 1969, a marqué la première utilisation de verre architectural éclairé de l'intérieur, et par la même occasion est aussi l'un des premiers intérieurs style « paquebot » à être entré dans un musée. Ce style fut le premier à incorporer les lumières électriques dans les structures architecturales, en particulier avec la réhabilitation de l'architecture Art déco de Miami des années 1980. 

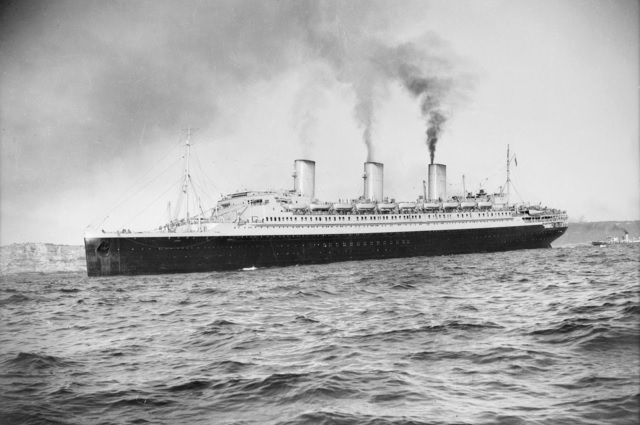
Paquebot Île-de-France, vitrine Art déco et incarnation du « style paquebot » (1926).
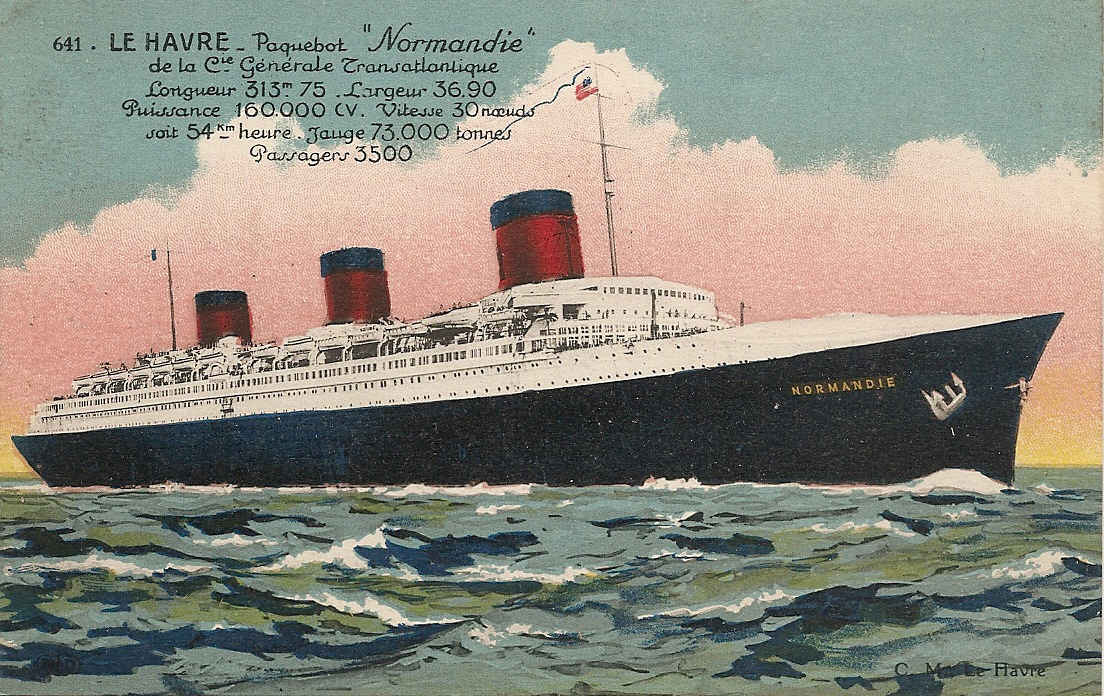
Paquebot transatlantique Normandie (1932).
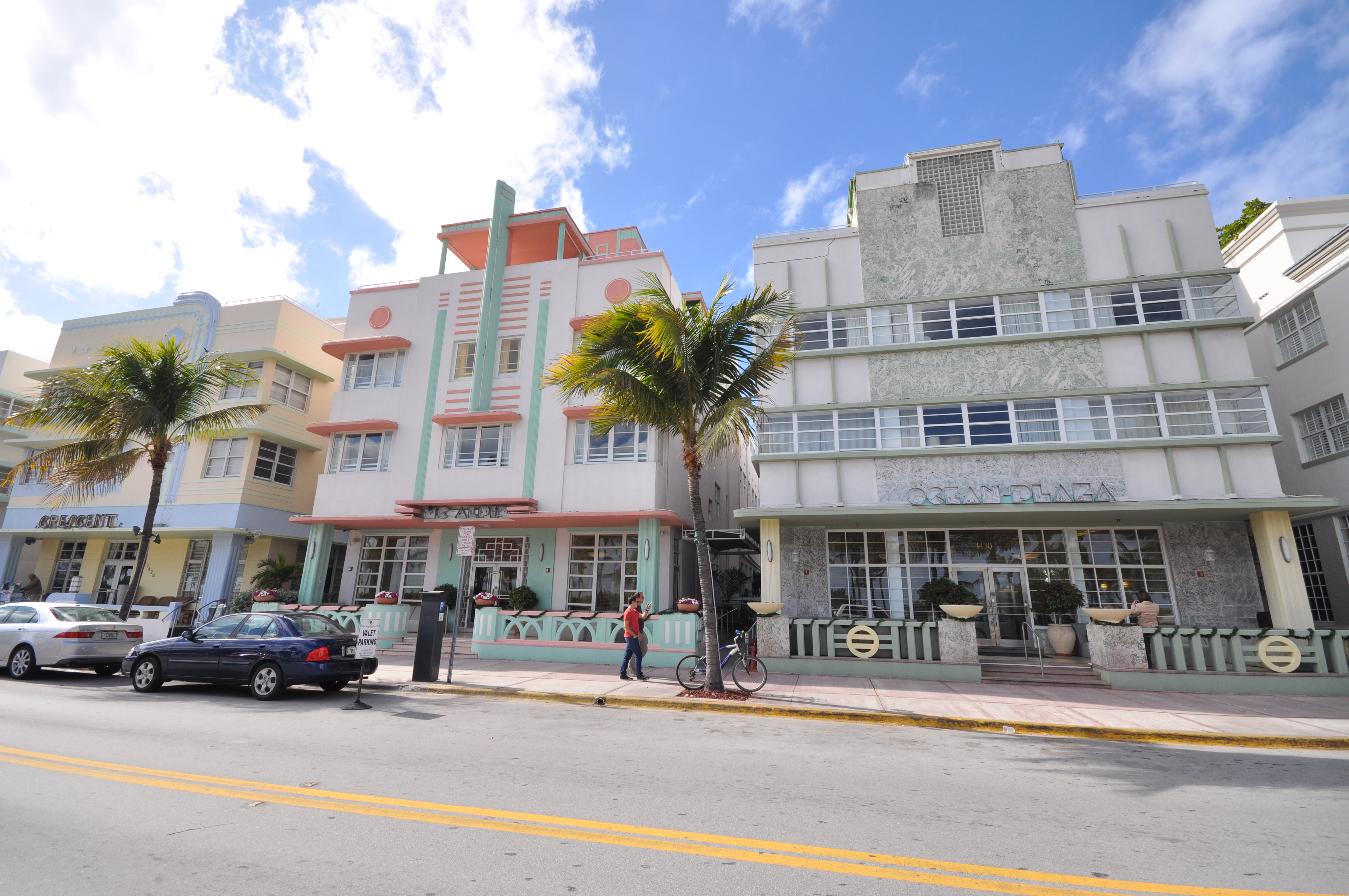
Architecture Art déco de Miami.
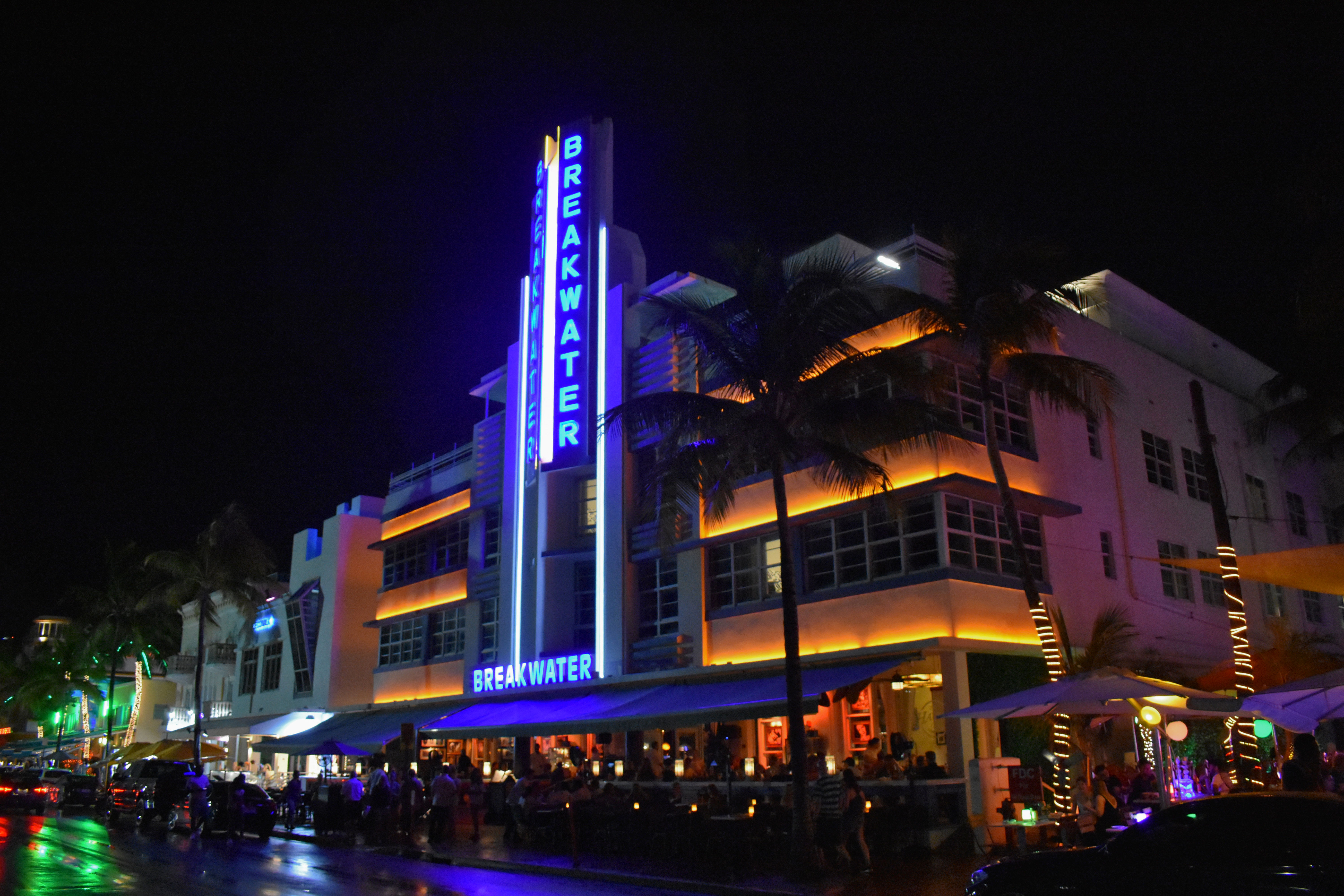
Architecture Art déco de Miami.
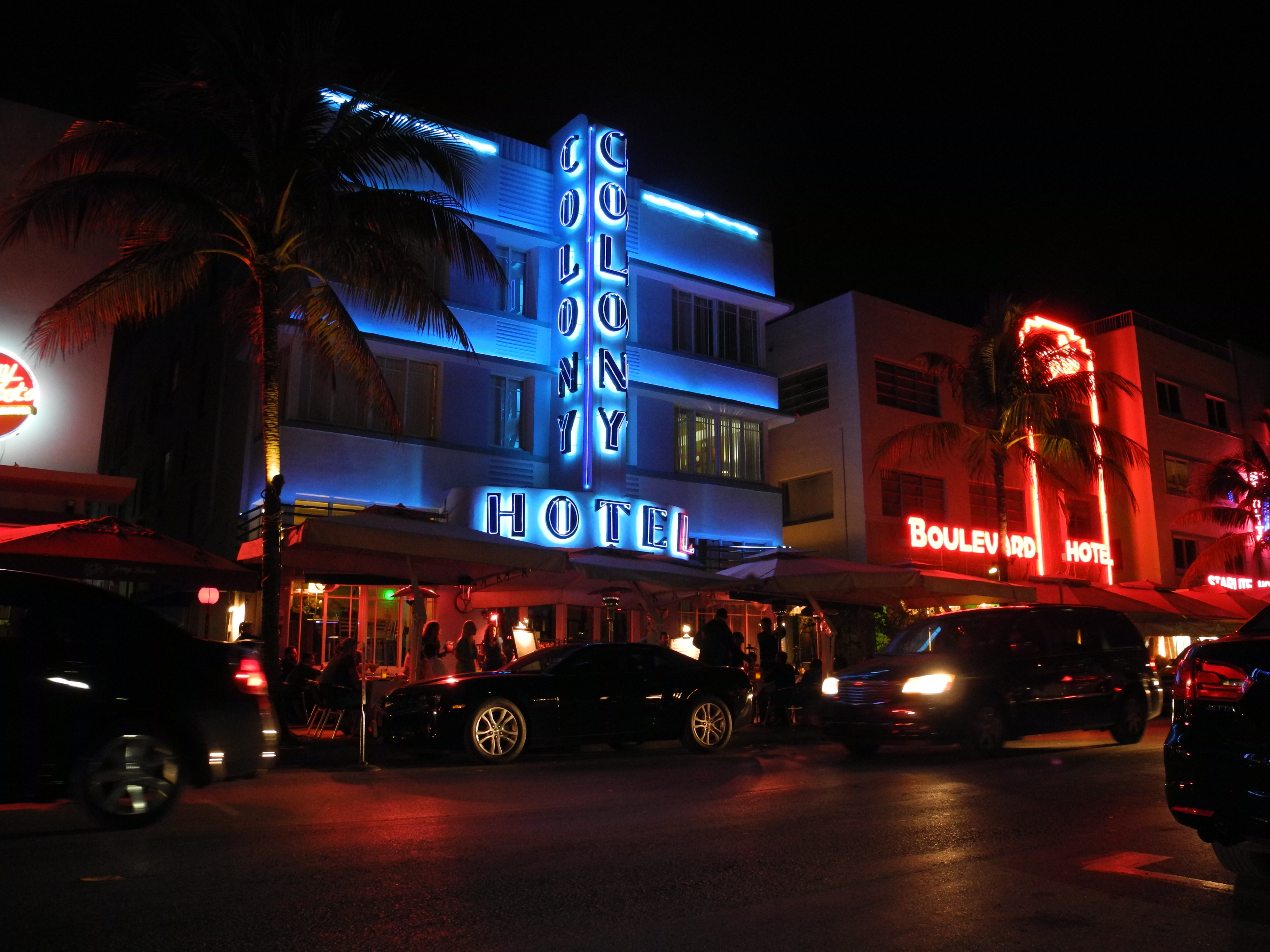
Architecture Art déco de Miami.
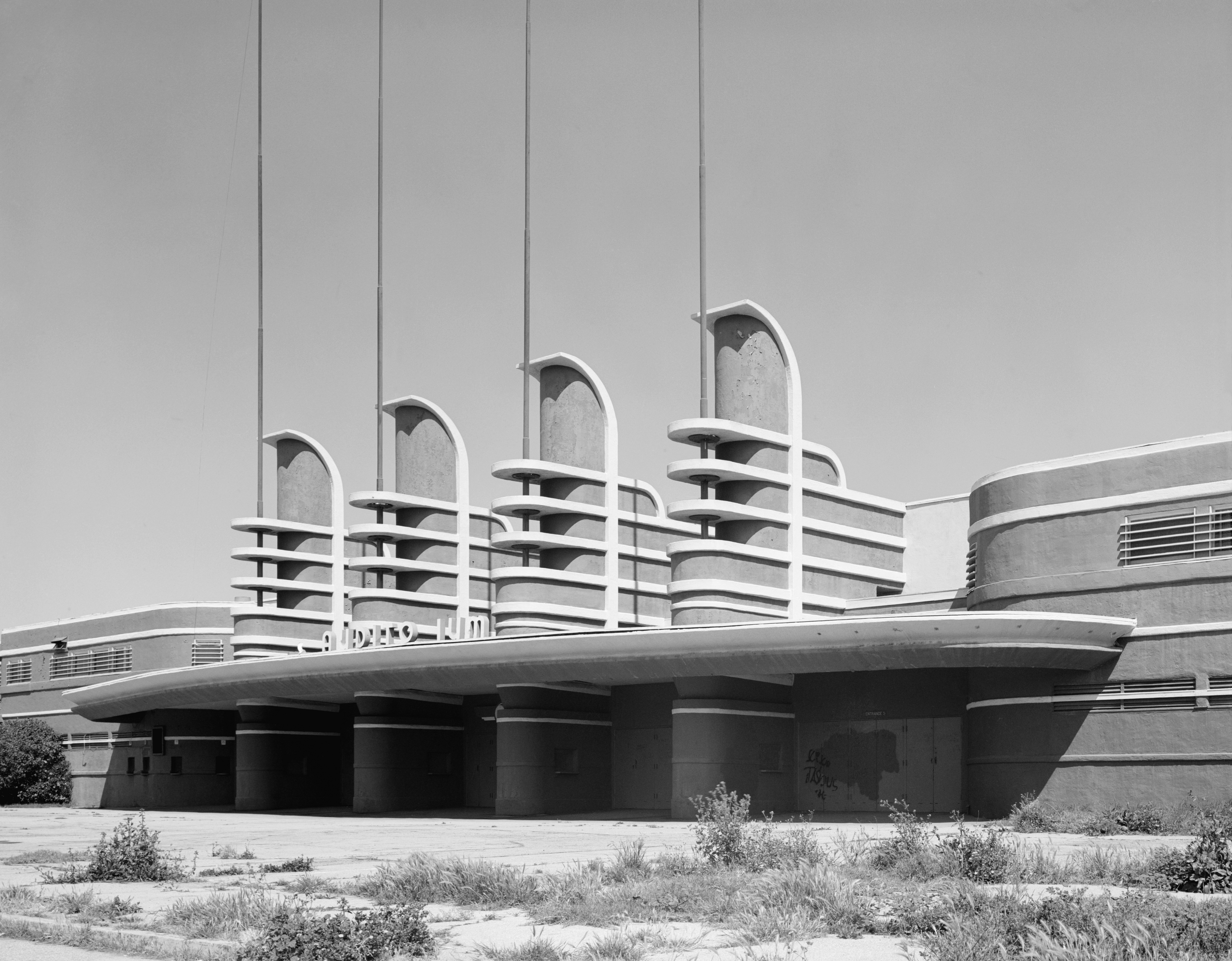
Ancien auditorium Pan-Pacific de Los Angeles (1935).
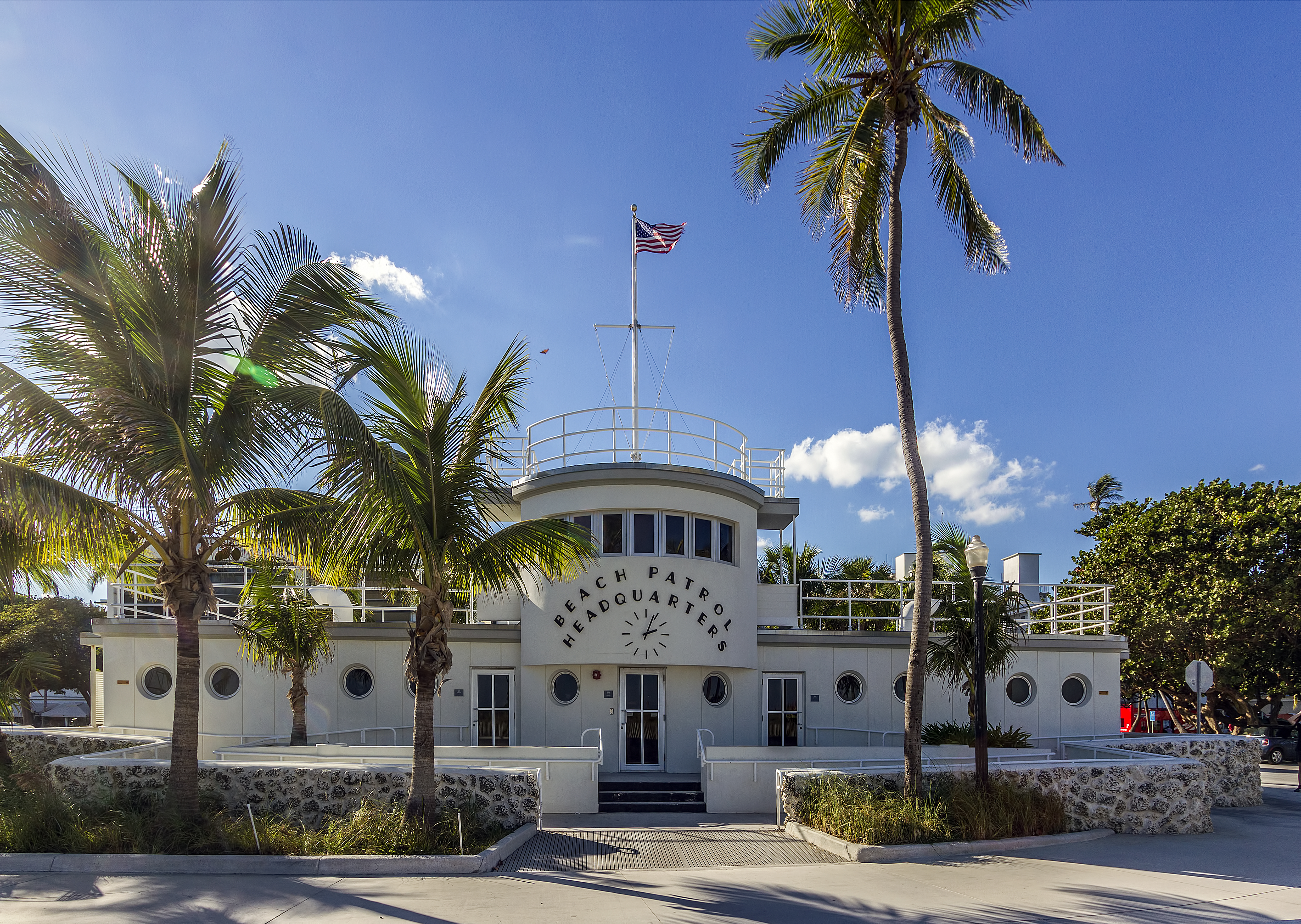
Beach Patrol HQ de Miami Beach.
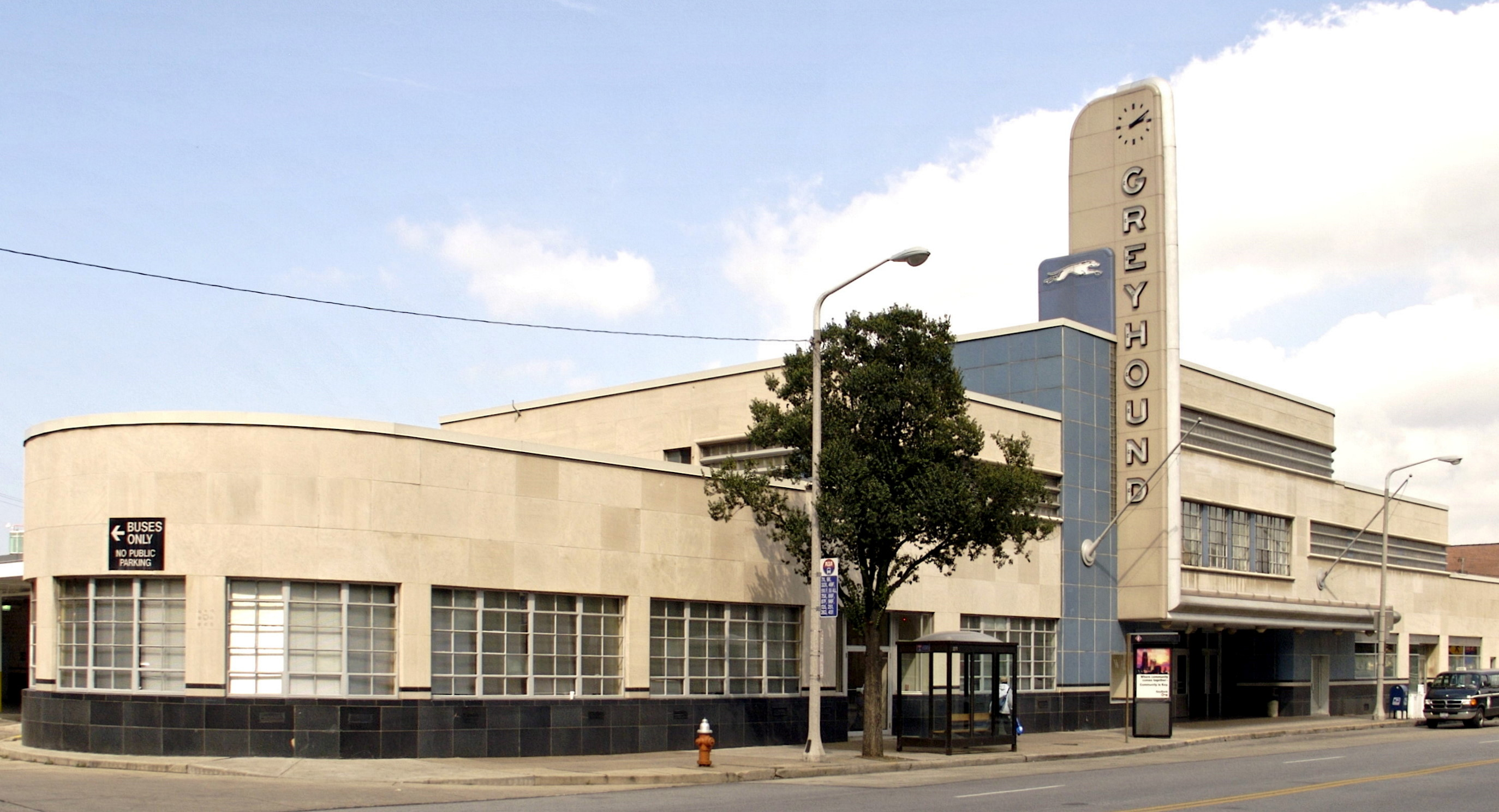
Greyhound Bus Station (Cleveland, Ohio) (en) (1948).
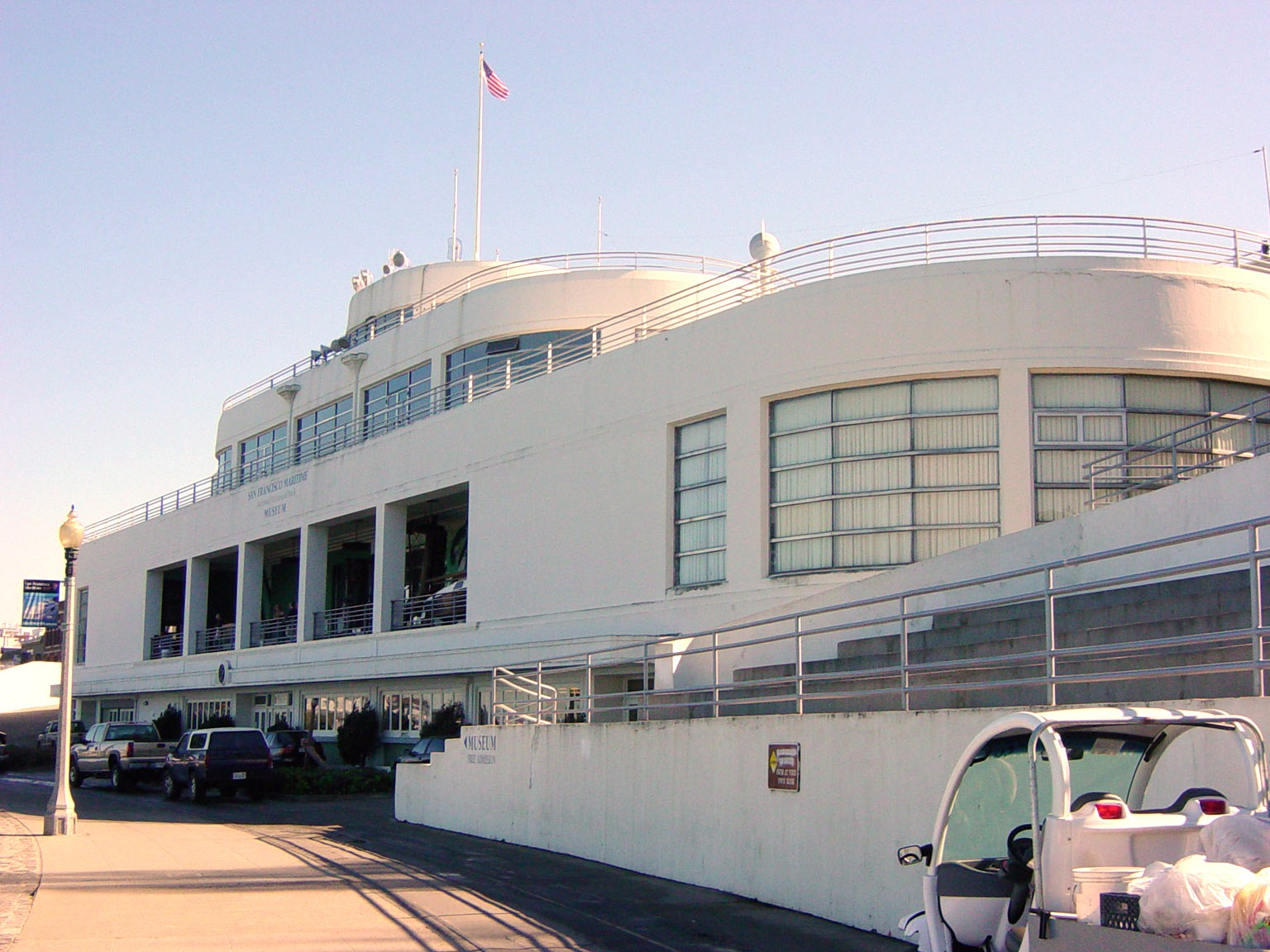
Musée maritime de San Francisco (1937).
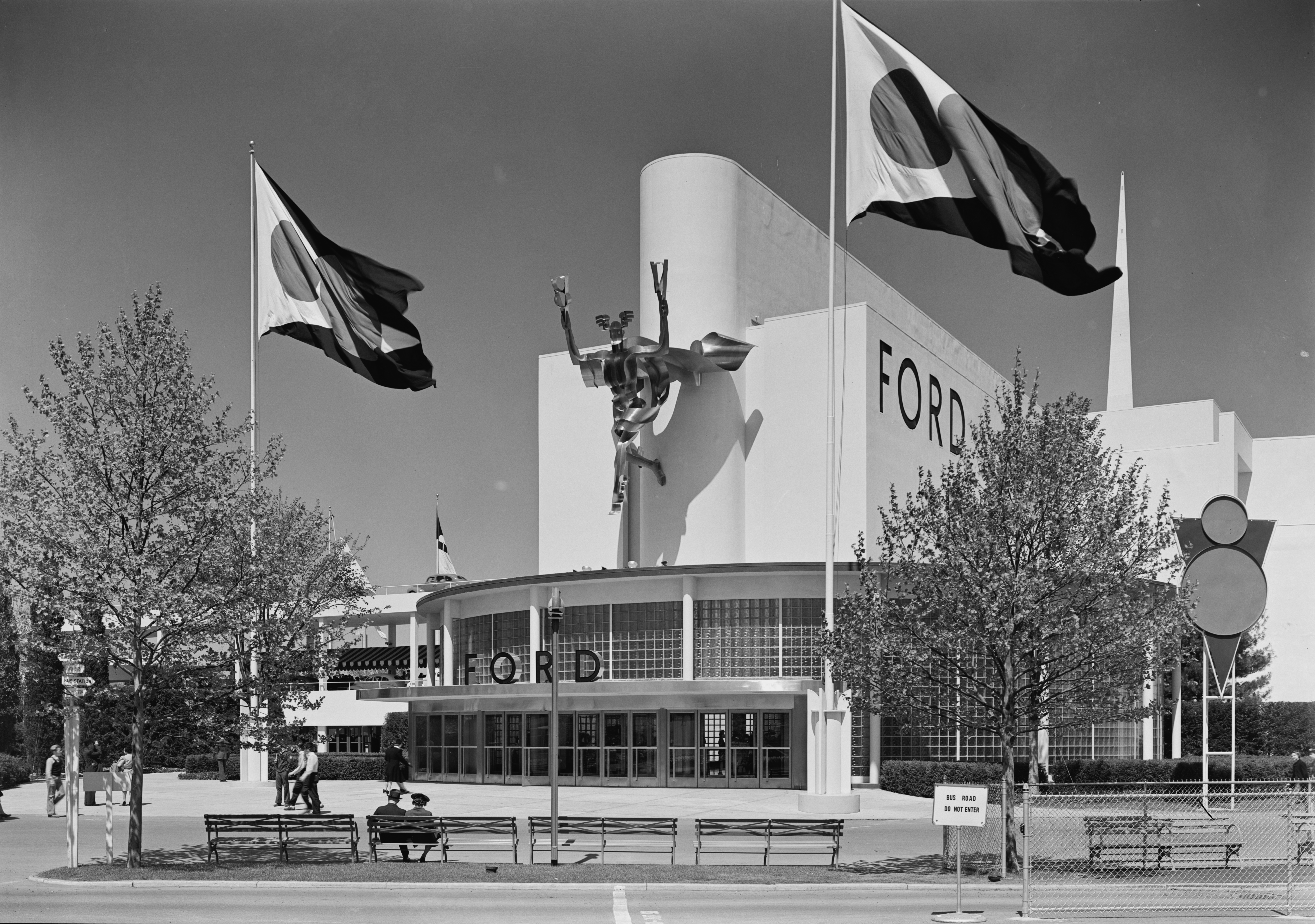
Pavillon Ford de l'Exposition universelle de New York 1939-1940.
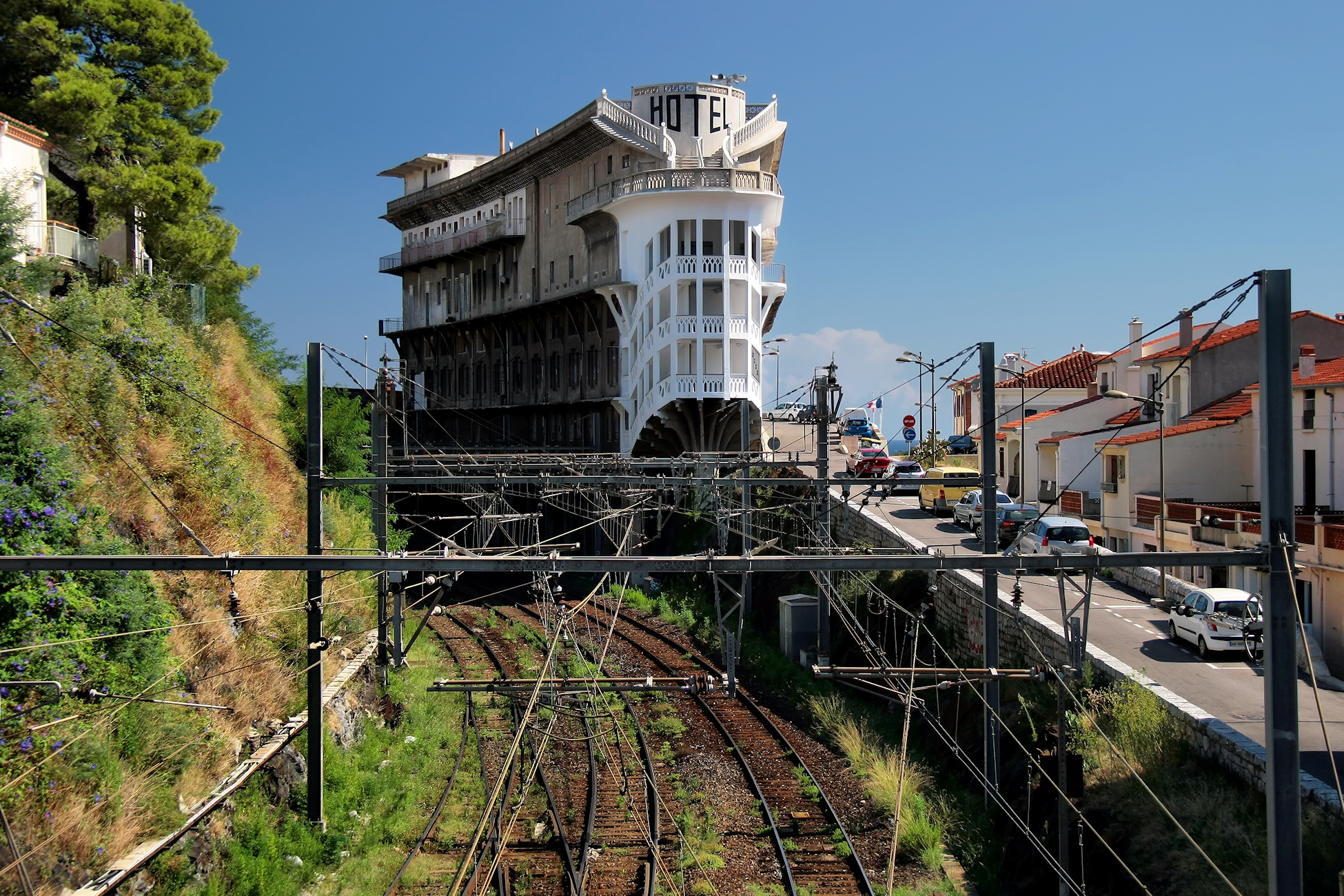
Hôtel Belvédère du Rayon vert, Cerbère (Pyrénées-Orientales) (1932).
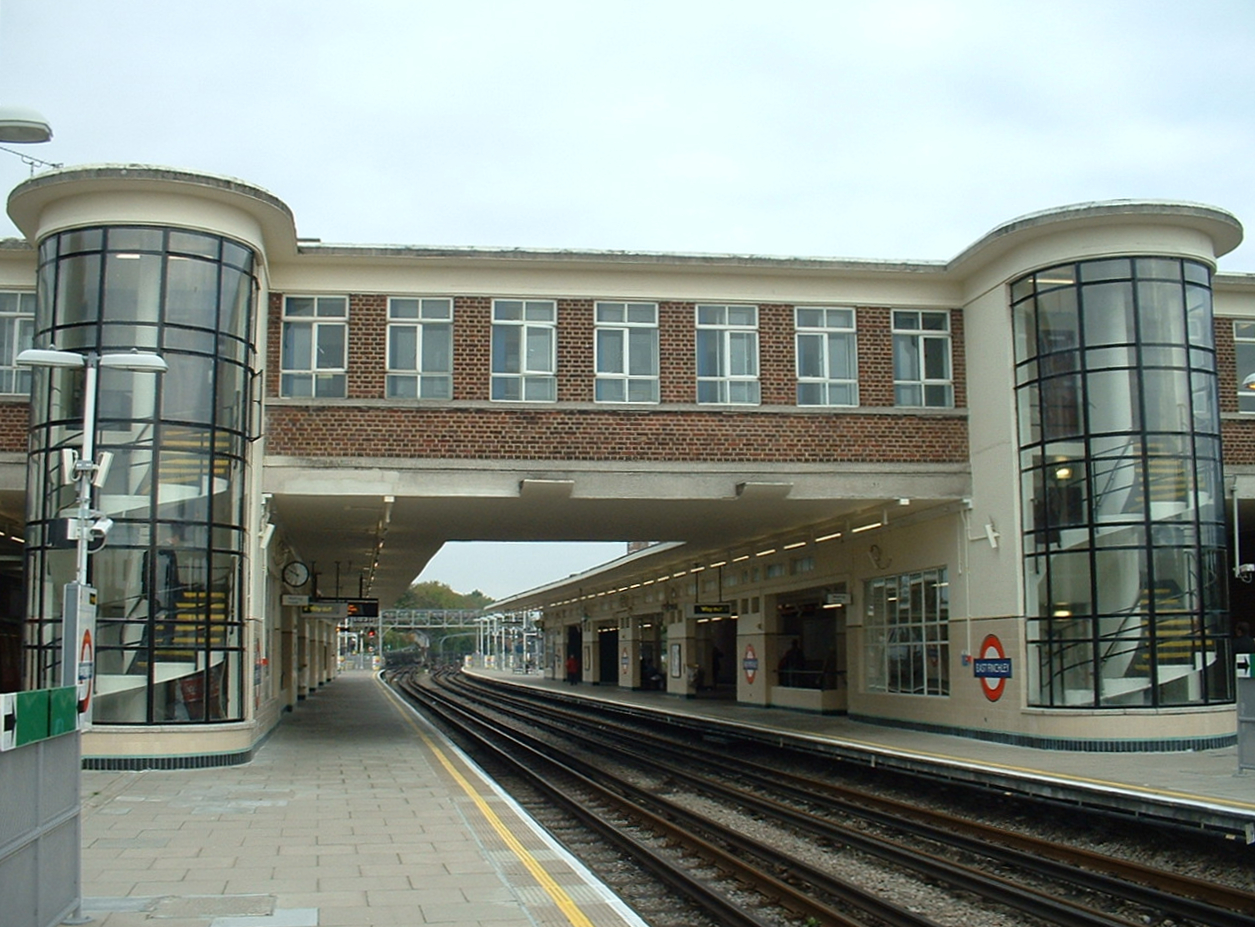
Station de East Finchley du métro de Londres (1935).
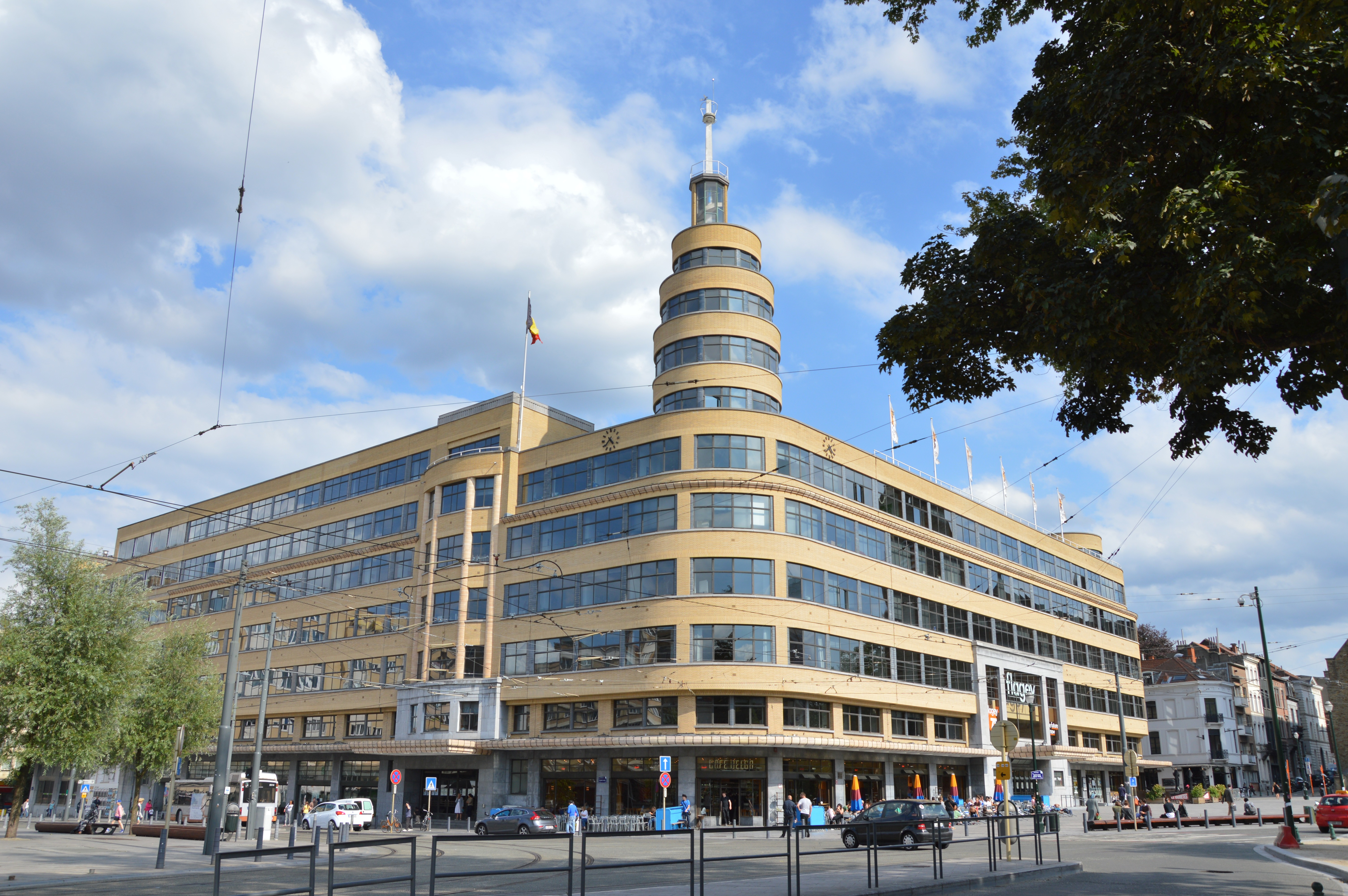
Le Flagey, ancienne maison de la Radio (Belgique) (1935).
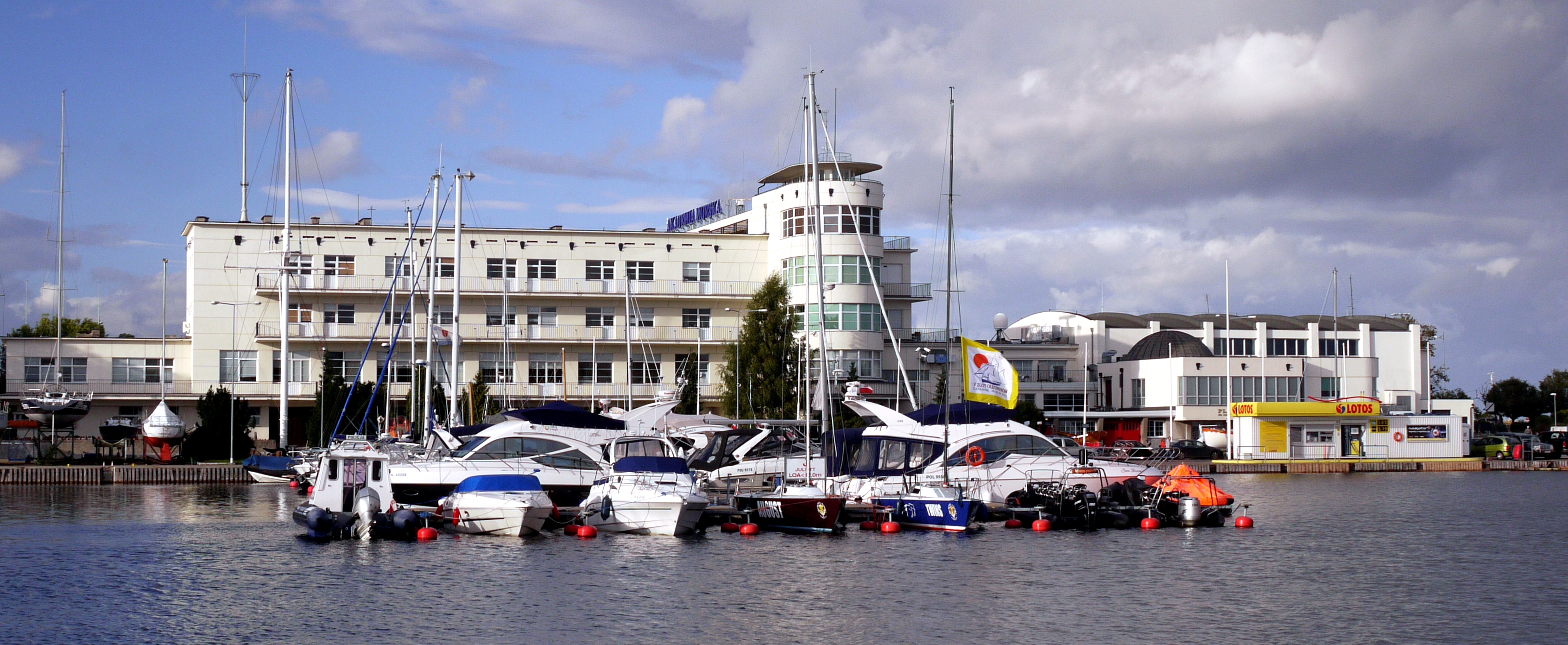
Université maritime de Gdynia, Pologne, 1937.

L'hôtel Normandie (San Juan de Porto Rico, 1942) dont l'immense enseigne lumineuse provient du navire lui-même est la citation architecturale la plus directe du fameux paquebot de la Transat. Le propriétaire et son épouse qui s'étaient rencontrés lors d'une croisière sur le Normandie ont ainsi voulu rendre hommage au vaisseau de lumière, trop tôt disparu, dont ils avaient apprécié l'ambiance à la fois féerique et avant-gardiste.

## Architecture style paquebot
Quelques exemples : 

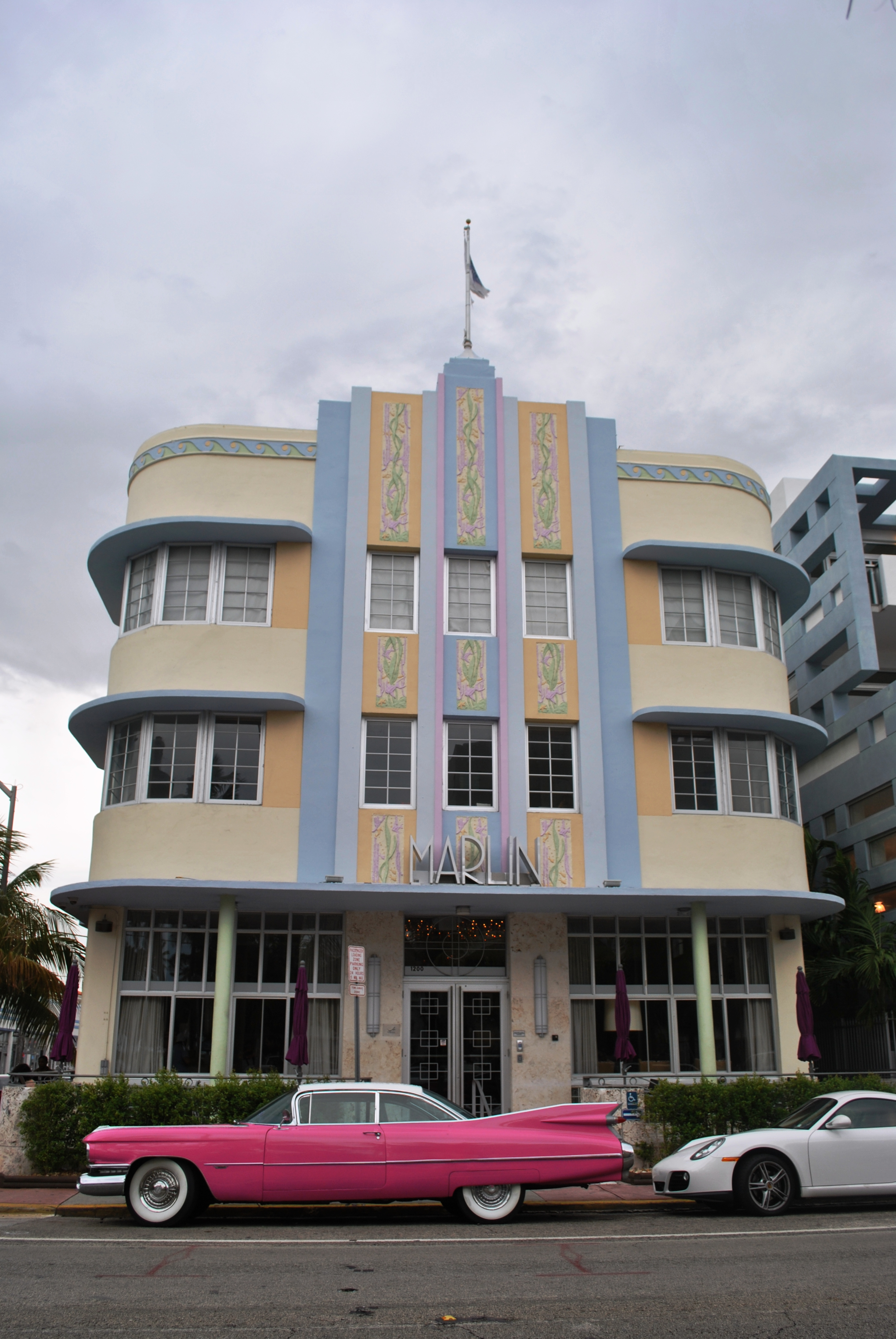
Marlin Hotel, architecture Art déco de Miami.

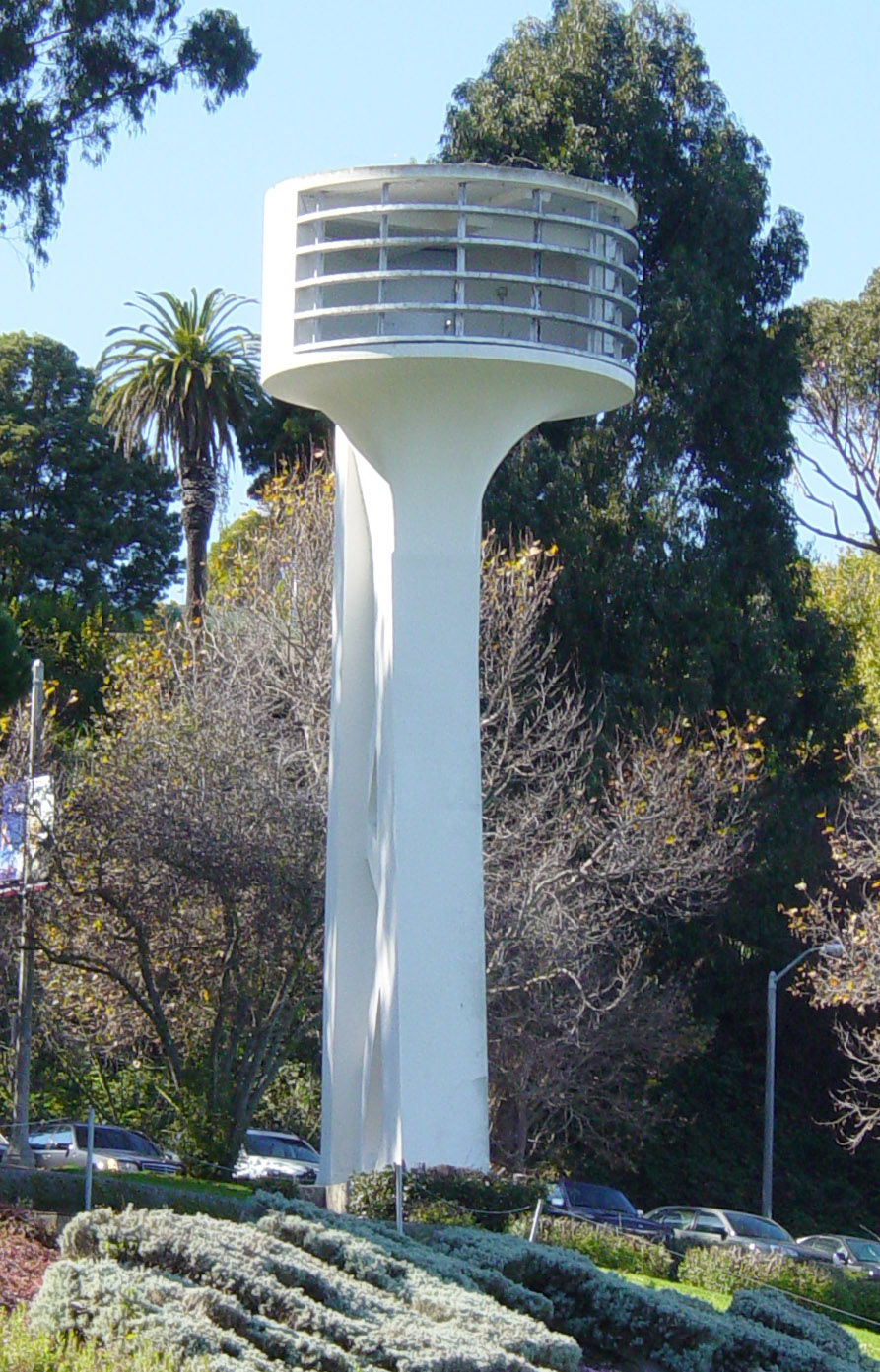
La tour des juges, du parc aquatique de San Francisco.

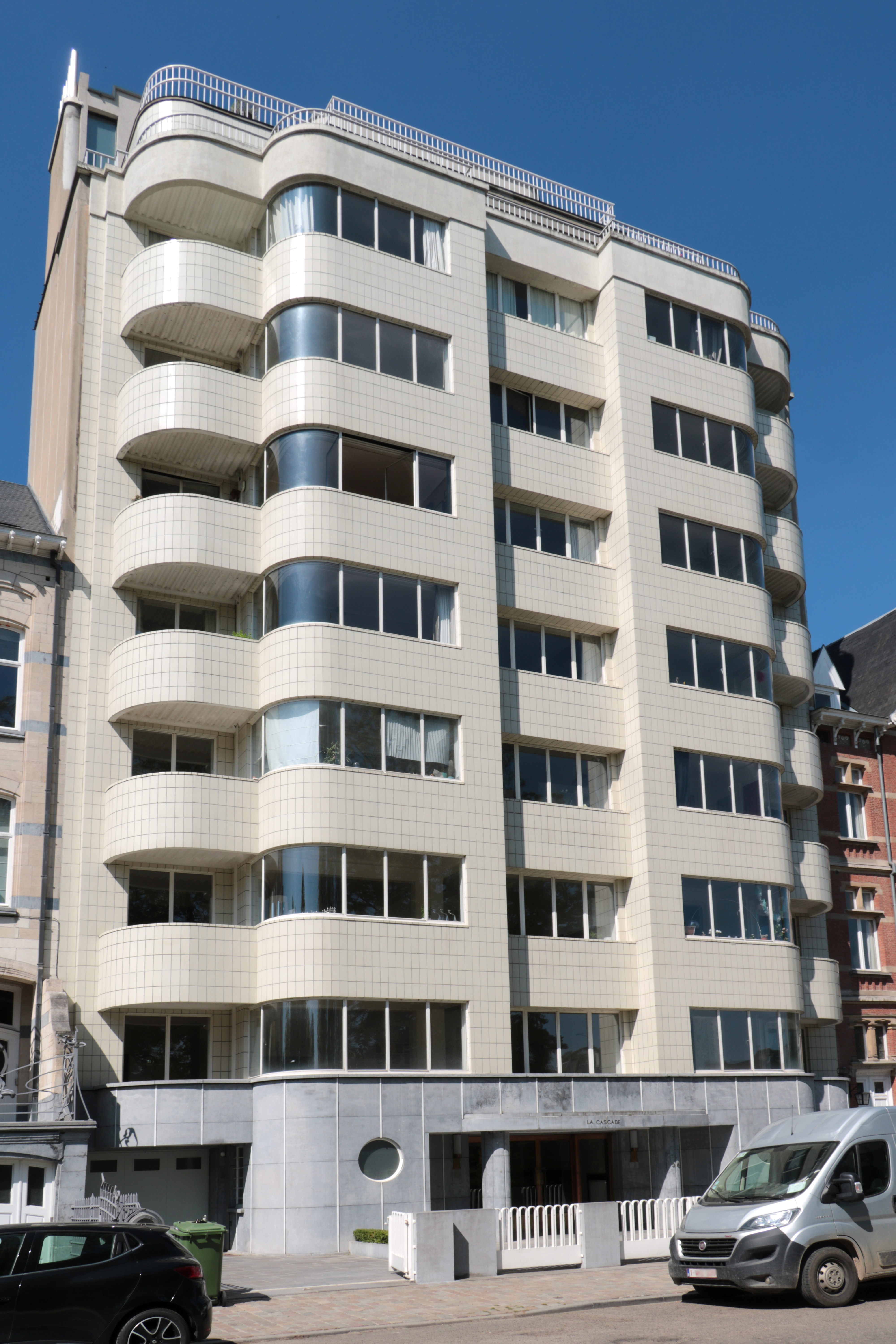
Immeuble La Cascade, en Belgique (1939).

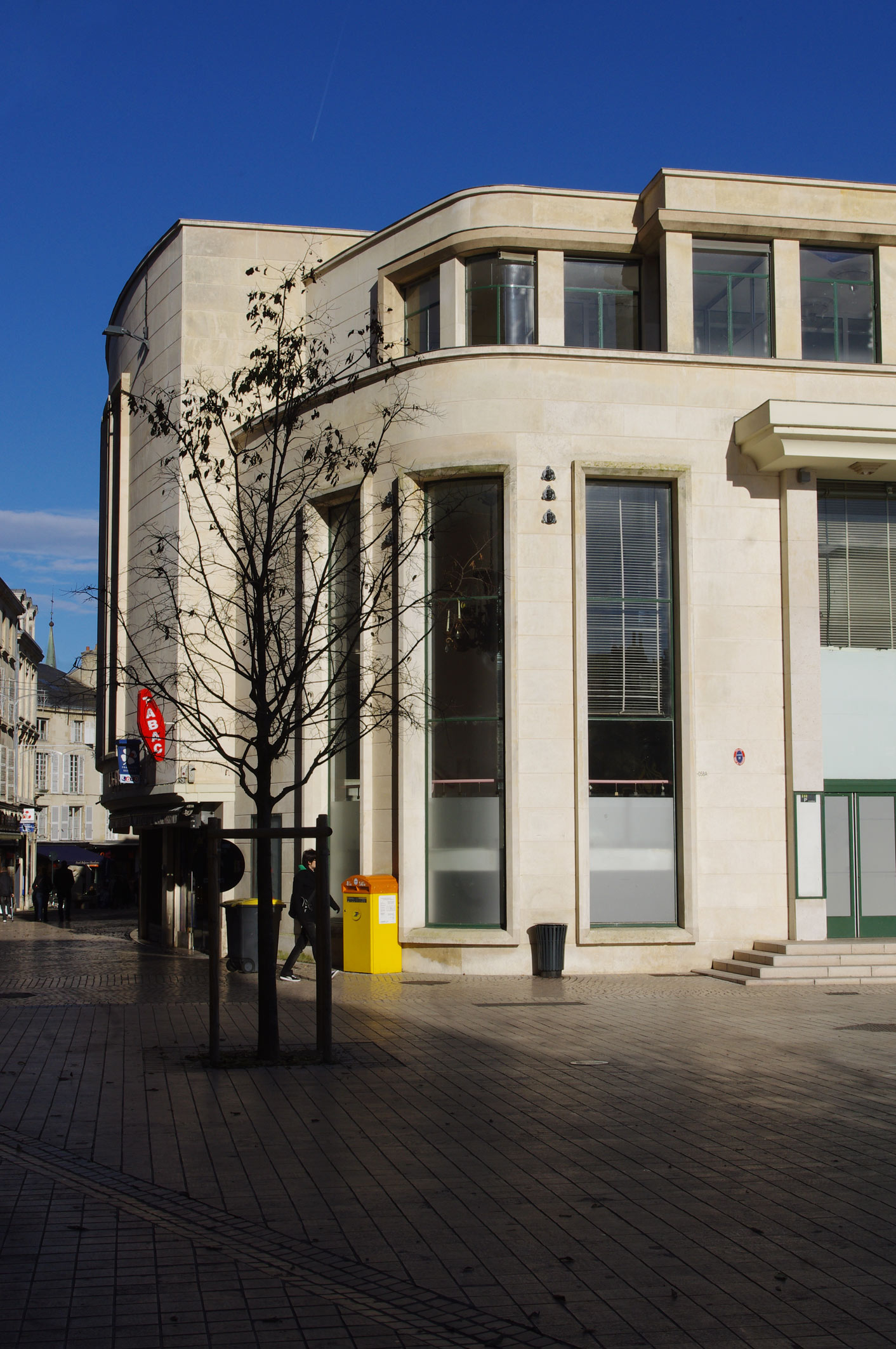
Ancien théâtre municipal de Poitiers, d'Édouard Lardillier, survivance tardive des lignes paquebot (1954).

- 1926 : terminal principal de l'aéroport de Long Beach à Long Beach (Californie) ;
- 1927 : le paquebot Île-de-France (paquebot), véritable vitrine de l’Art déco et incarnation du « style paquebot »[6] ;
- 1928 : avion Lockheed Vega, dessiné par Jack Northrop, rendu célèbre par l'aviatrice Amelia Earhart ;
- 1930 : Strand Palace Hotel de Londres, avec vestibule du designer Oliver Percy Bernard (en) ;
- 1931 : le restaurant Eaton Le 9e (dont l'auditorium) à Montréal au Canada, dessiné par Jacques Carlu, situé dans l'ancien grand magasin Eaton ;
- 1932 : le paquebot Normandie ;
- 1932 : Hôtel Belvédère du Rayon vert de Cerbère (Pyrénées-Orientales), conçu par l'architecte perpignanais Léon Baille ;
- 1932 : L'hôtel Latitude 43[8], près de Saint-Tropez, de l'architecte Georges-Henri Pingusson, aujourd'hui devenu un complexe d'appartements touristiques  ;
- 1932 : villa Cavrois, à Croix (Nord, France), de Robert Mallet-Stevens ;
- 1932 : magasin Aux Trois-Quartiers (aujourd'hui immeuble Le Madeleine) à Paris, de Louis Faure-Dujarric ;
- 1933 : la villa Burnham Beeches, Sherbooke (en) de Sherbrooke dans l'État de Victoria en Australie, dessinée par Harry Norris (en) ;
- 1933 : la pendule « Zephyr » dessinée par Kem Weber pour Lawson Time inc ;
- 1933 : bâtiment Merle Norman, de Santa Monica en Californie ;
- 1933 : immeuble Ty Kodak à Quimper, d'Olier Mordrel, monument historique depuis 2006[9] ;
- 1933 : Midland Hotel, Morecambe (en) de Morecambe, au Royaume-Uni, dessiné par Oliver Hill ;
- 1933-1935 : hôtel de ville de Cachan  Inscrit MH (2002)[10],[11] ;
- 1933-1940 : l'intérieur du Musée des Sciences et de l'Industrie de Chicago, dessiné par Alfred P. Shaw (en) ;
- 1934 : « Le Paquebot » immeuble du 3 boulevard Victor, du XVe arrondissement de Paris, dessiné par Pierre Patout ;
- 1934 : Tatra T77 et Chrysler Airflow, premières voitures de série ayant un design aérodynamique ;
- 1935 : auditorium Pan-Pacific de Los Angeles (Californie) ;
- 1935 : gratte-ciel Edificio Internacional de Capitalización (en), de Mexico ;
- 1935 : la station de métro East Finchley, de Londres. ;
- 1935 : le zeppelin LZ 129 Hindenburg, aménagé pour le transport de passagers ;
- 1935 : intérieur de la Lansdowne House sur Berkeley Square, dans le quartier de Mayfair à Londres, redessiné et redécoré dans un style Art moderne et ouvert en tant que Lansdowne Club ;
- 1935 : la station météorologique de La Désirade, en Guadeloupe ;
- 1935-1937 : immeuble du 1 avenue Paul-Doumer de Paris, de Jean Fidler et B. Lochak ;
- 1936 : le hangar Minneapolis Armory à Minneapolis (Minnesota) ;
- 1937 : pavillon belge de l'Exposition internationale de Paris ;
- 1937 : les studios TAV (restaurant Brenemen) à Hollywood (Californie) ;
- 1937 : théâtre Minerva (ou Metro) du bâtiment Minerva de Potts Point en Australie ;
- 1937 : le bâtiment des baigneurs dans le parc aquatique de San Francisco ;
- 1937 : hall Barnum (auditorium de la Grande École) à Santa Monica (Californie) ;
- 1937 : marché de Wan Chai du Wan Chai (quartier) de Hong Kong ;
- 1937 : centre commercial River Oaks à Houston (Texas) ;
- 1938 : Mark Keppel High School (en) d'Alhambra (Californie) ;
- 1938 : Maison de la Radio à Bruxelles, dessinée par Joseph Diongre ;
- 1938 : Bains de la Sauvenière à Liège, dessinés par Georges Dedoyard ;
- 1938 : Institut chirurgical Jules Seeliger de Liège, dessiné par Joseph Moutschen ;
- 1938 : Grand Bazar de Verviers (Belgique) ;
- 1938 : façade d'un immeuble du cours Berriat à Grenoble (France), abritant aujourd'hui la galerie commerciale K'Store ;
- 1939 : terminal de l'aéroport LaGuardia de New York ;
- 1939 : Exposition universelle de New York 1939-1940 ;
- 1939 : Cardozo Hotel sur Ocean Drive, dans le quartier de South Beach à Miami Beach (Floride) ;
- 1939 : cinéma Le Century (Bruxelles) ;
- 1940 : le juke-box Gabel Kuro, de Brooks Stevens ;
- 1940 : gare routière de la compagnie Greyhound à Ann Arbor (Michigan) ;
- 1941 : hôtel Avalon, de l'architecture Art déco de Miami, sur Ocean Drive, dans le quartier de South Beach à Miami Beach (Floride) ;
- 1942 : le Normandie Hotel (en) de Porto Rico, très inspiré du paquebot homonyme ;
- 1944 : Huntridge Theater (en) de Las Vegas (Nevada) ;
- 1946 : le bâtiment Gehry à Los Angeles (Californie) ;
- 1947 : le bâtiment Sears à Santa Monica (Californie) ;
- 1948 : gare routière de la compagnie Greyhound à Cleveland (Ohio) ;
- 1949 : jardins de Sault Memorial à Sault-Sainte-Marie (Ontario, Canada) ;
- 1949 : immeuble de brasserie-dancing Le Normandy, oeuvre de André Gutton à Gérardmer (France)[12],[13] ;
- 1949-1950 : immeuble Liberté de Casablanca (Maroc) ;
- 1950 : gare routière de Gray (France) ;
- 1954 : ancien théâtre municipal de Poitiers (France) ;
- 2014 : Yacht Club de Monaco, du port Hercule, de Norman Foster.

## Influences streamline modernes
Le style paquebot ou Streamline Moderne influence et inspire les designers dans de nombreux domaines, tels que les maisons, objets, voitures, avions, trains,,,,...

### Maisons

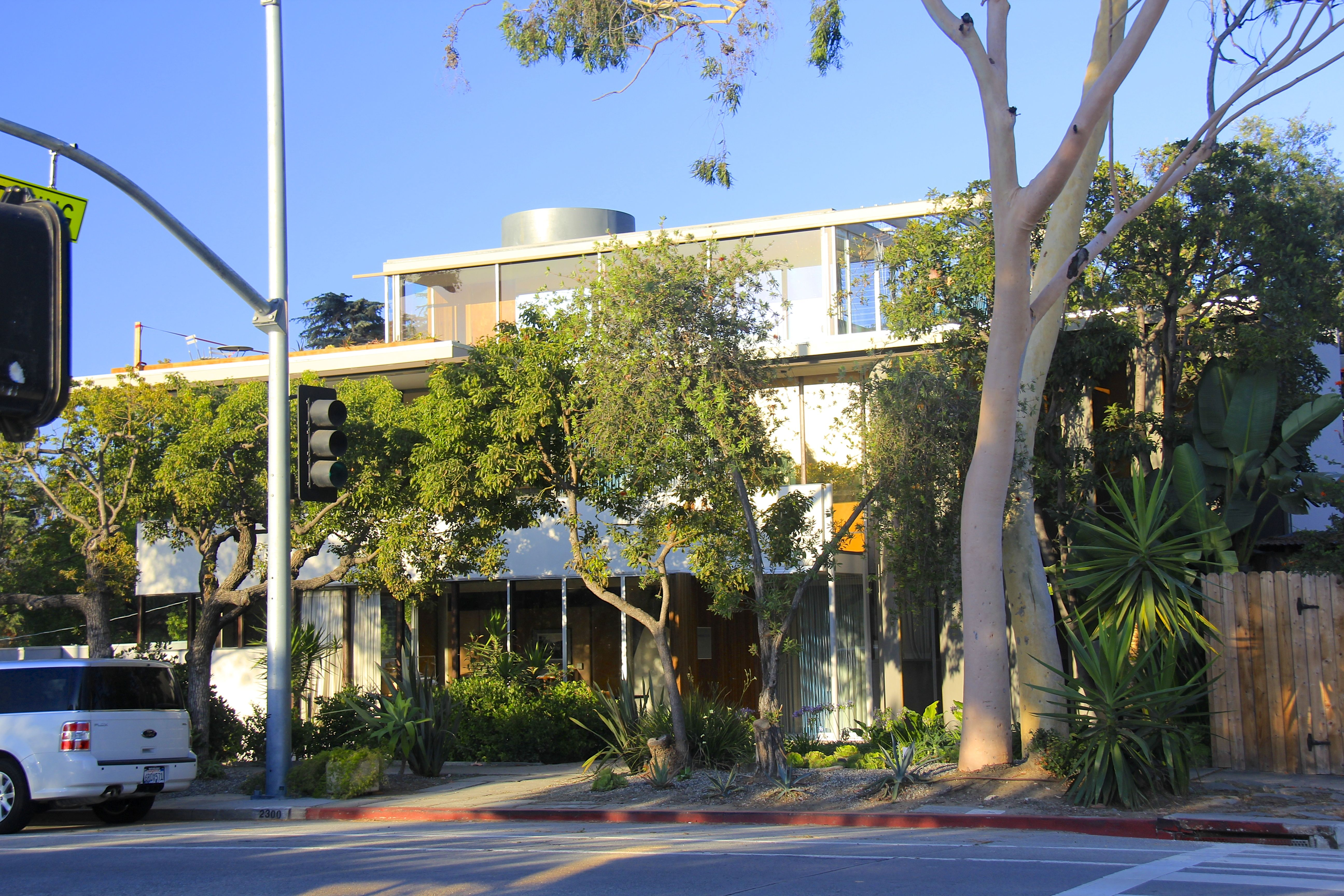
Neutra VDL Studio and Residences, Los Angeles (1932).
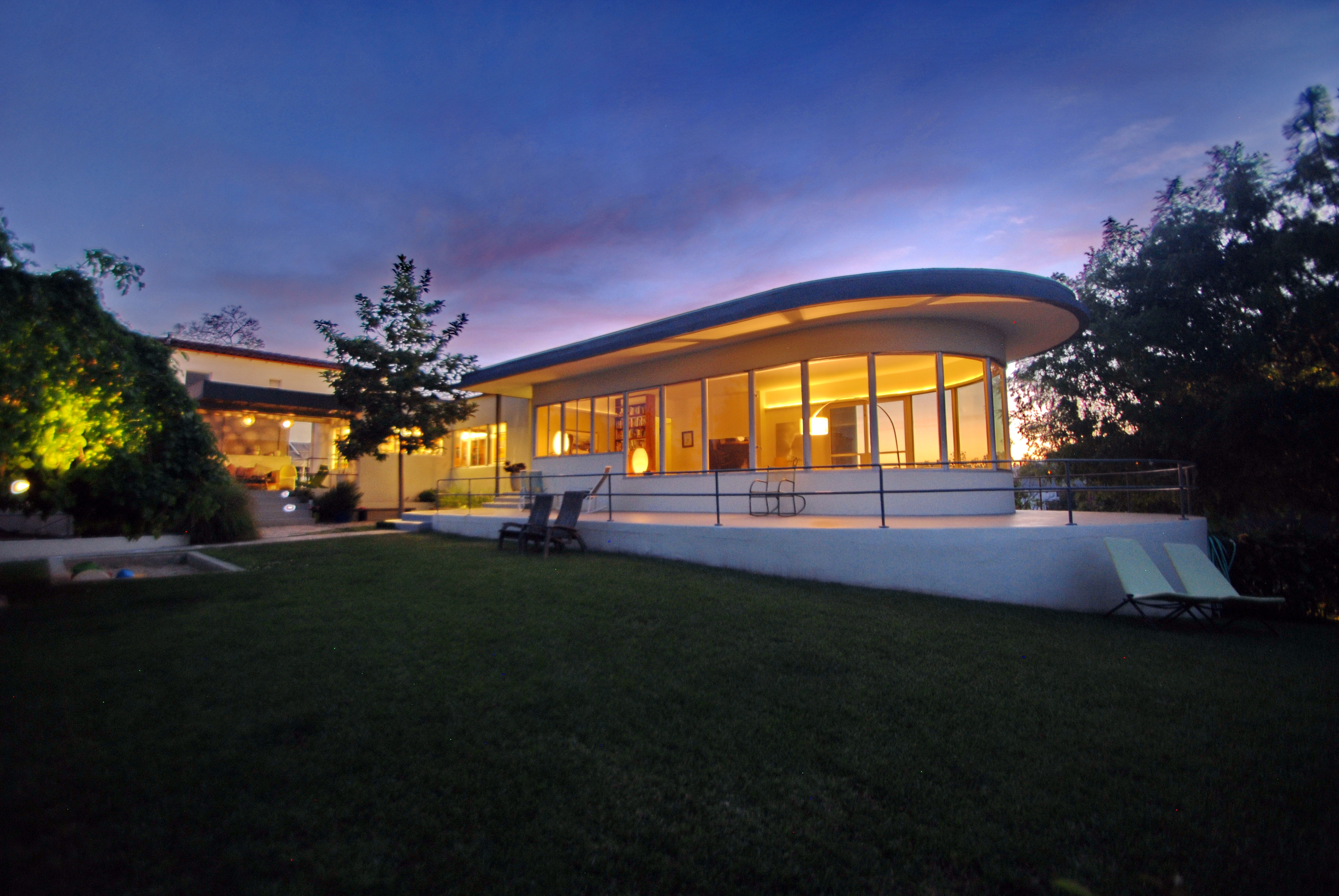
Villa Lipetz, Los Angeles (1936).
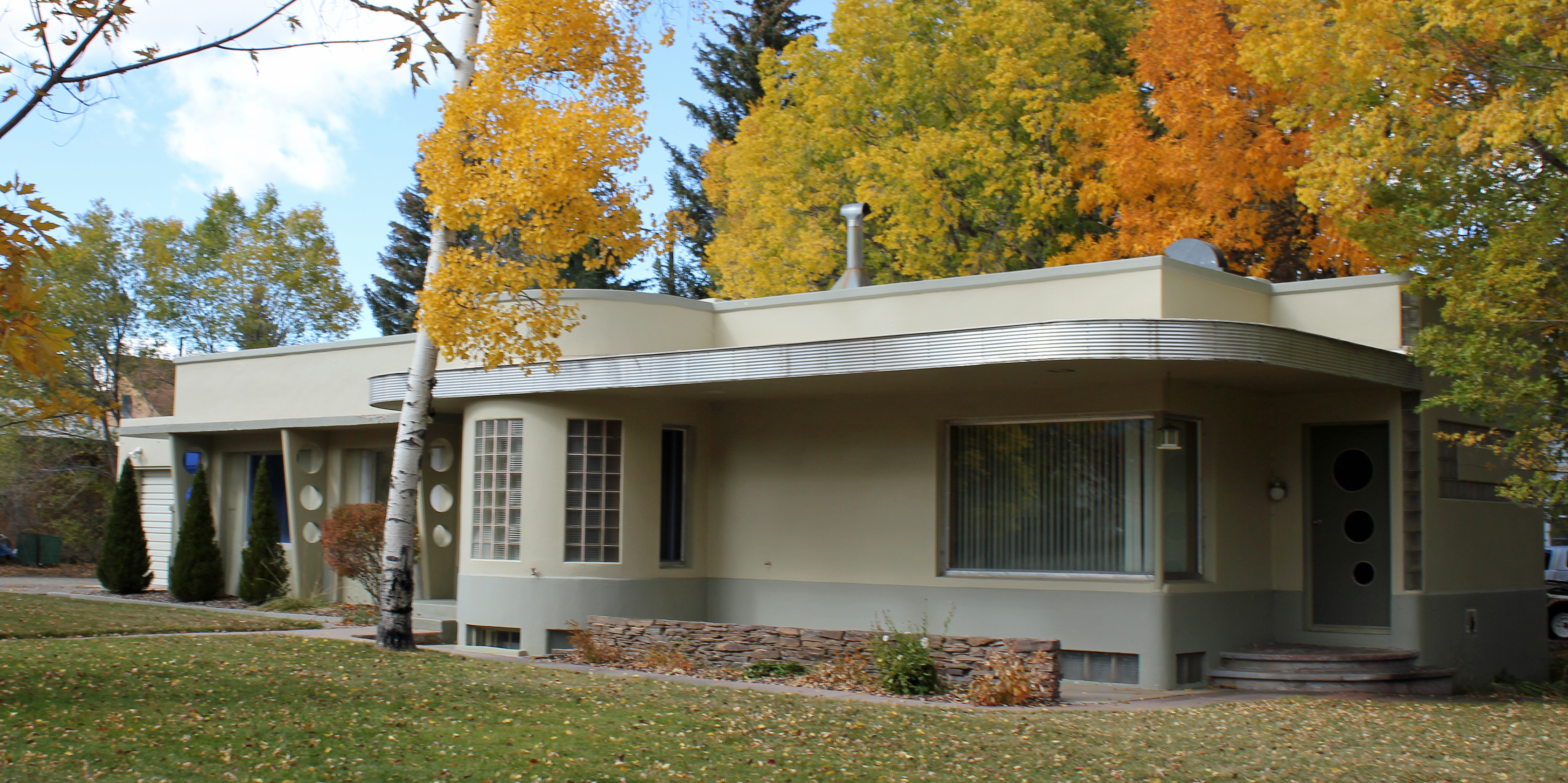
Heister House (en), Colorado (1943).
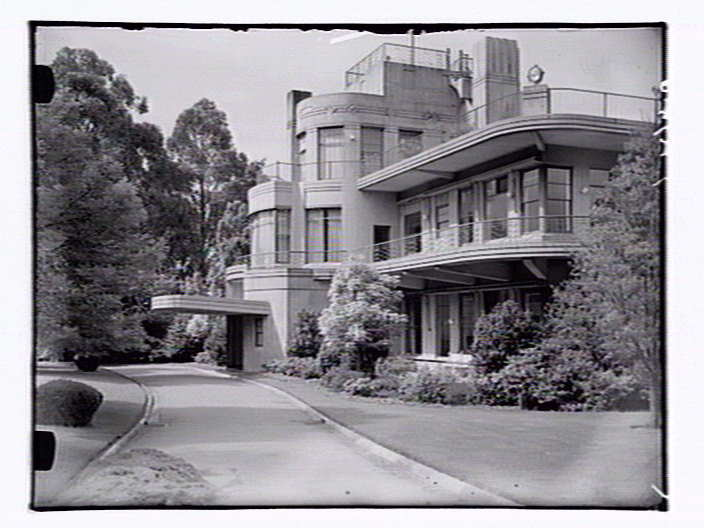
Burnham Beeches, Sherbooke (en), Australie (1947) .

### Objets
Ce style s'est appliqué à des appareils ménagers comme des réveils, machines à coudre, petit postes de radio, juke-box, et aspirateurs, etc. Ils ont profité des développements de la science des matériaux, notamment grâce à l'aluminium et la bakélite.

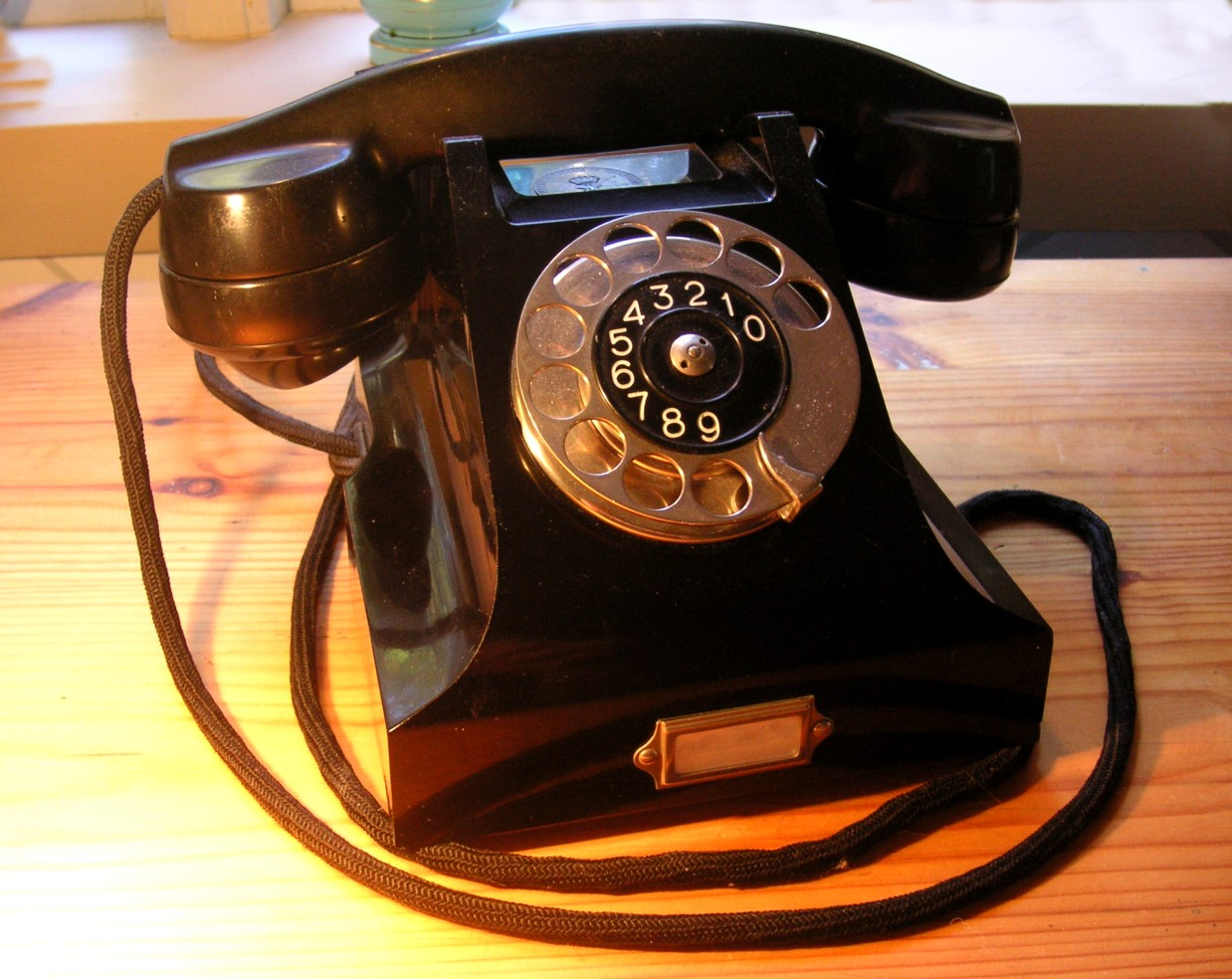
Téléphone en bakélite (1931).
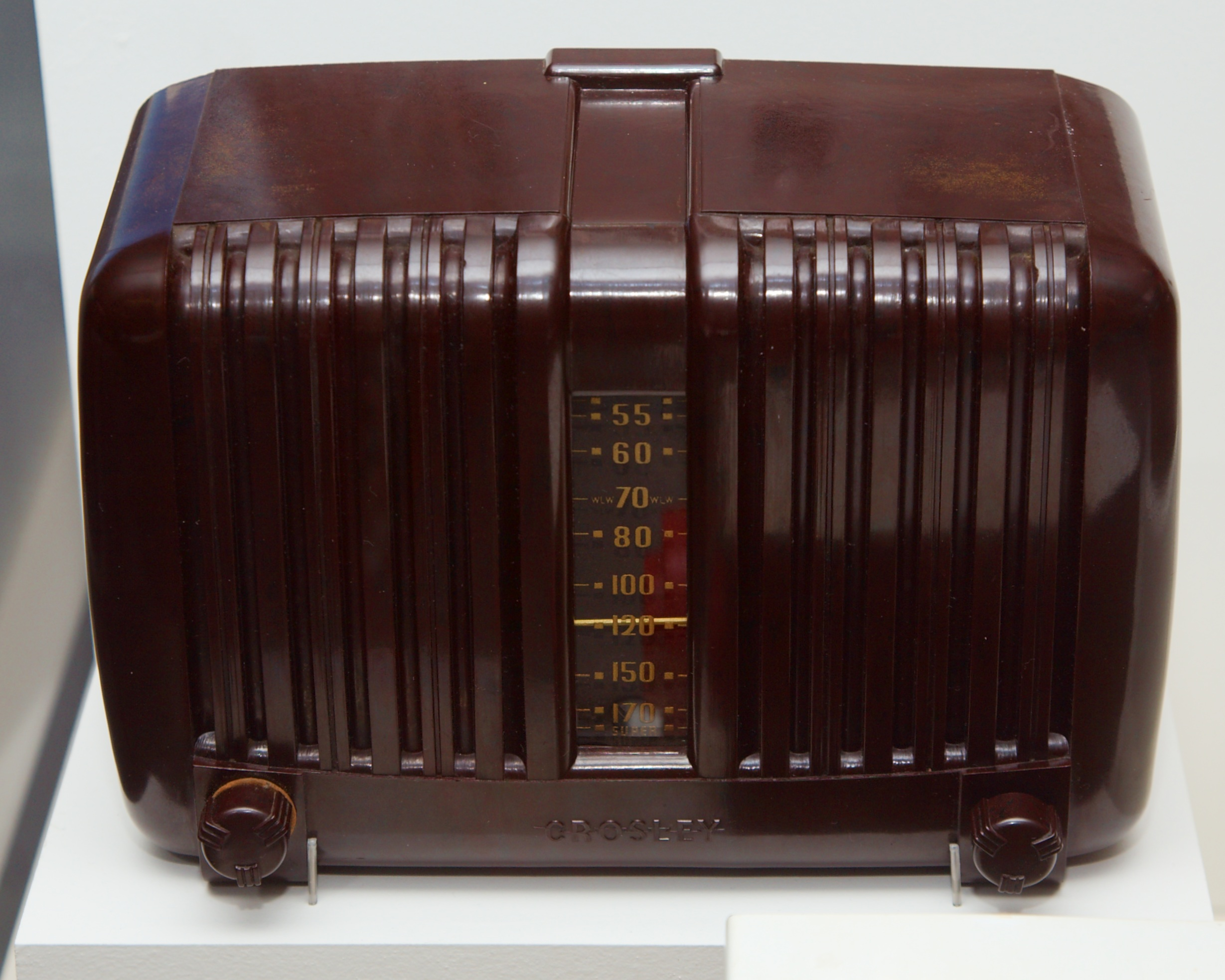
Radio Bakelite streamline (1952).
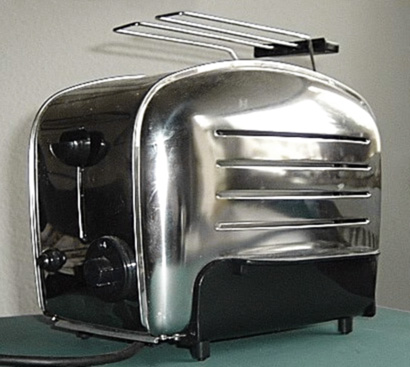
Grille pain streamline.
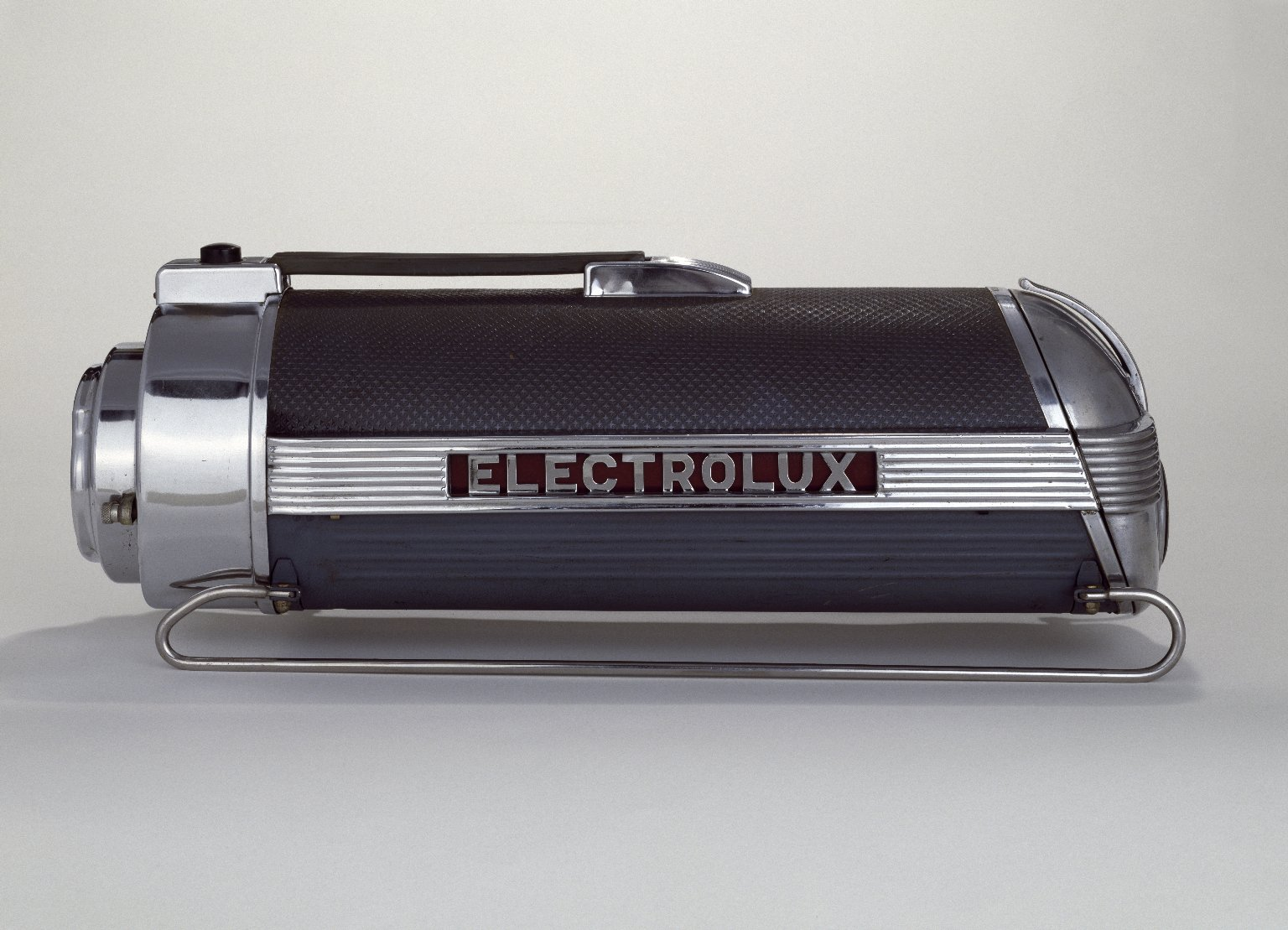
Aspirateur Electrolux (1937).
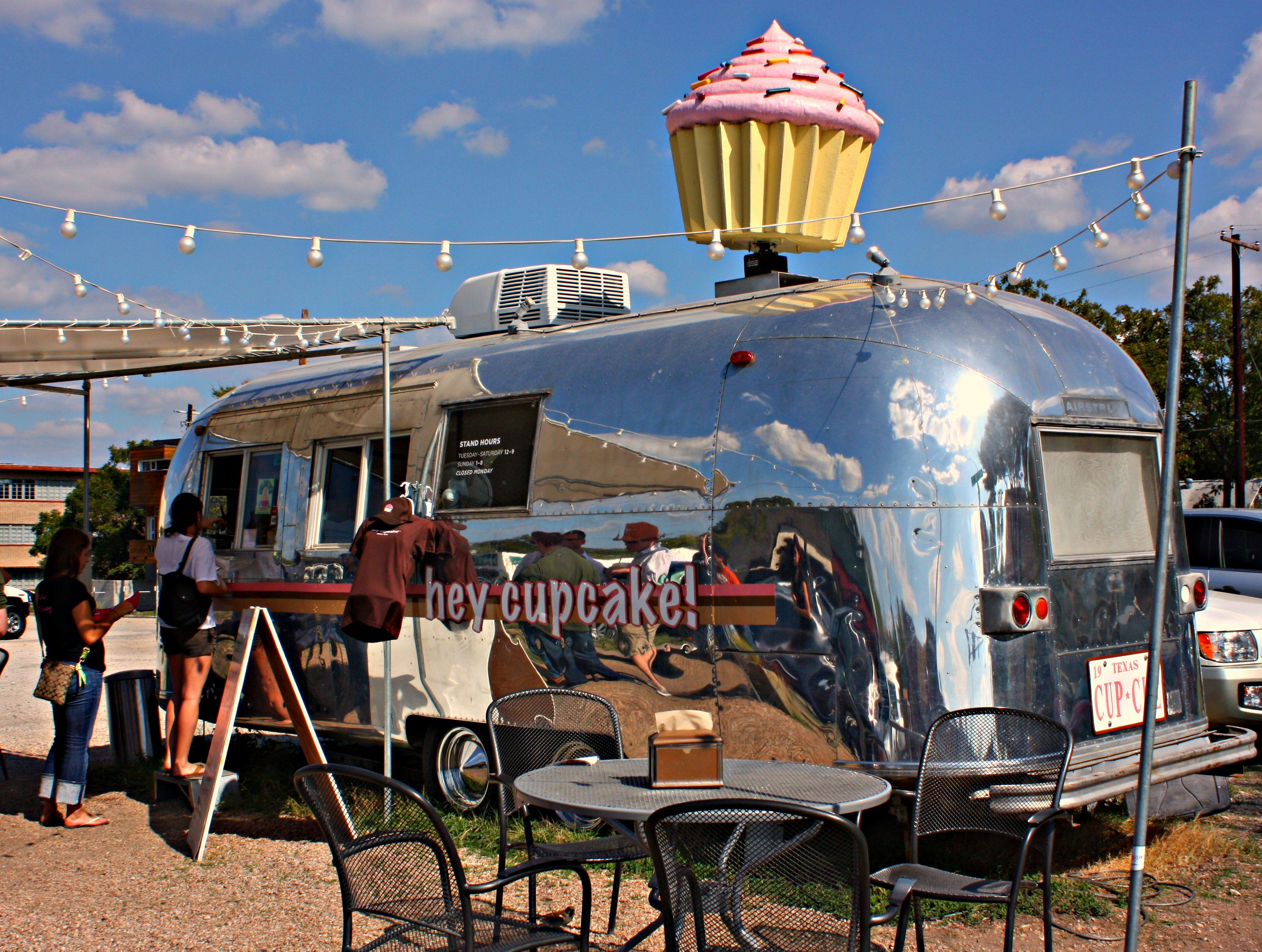
Airstream cupcake shop.

### Automobiles

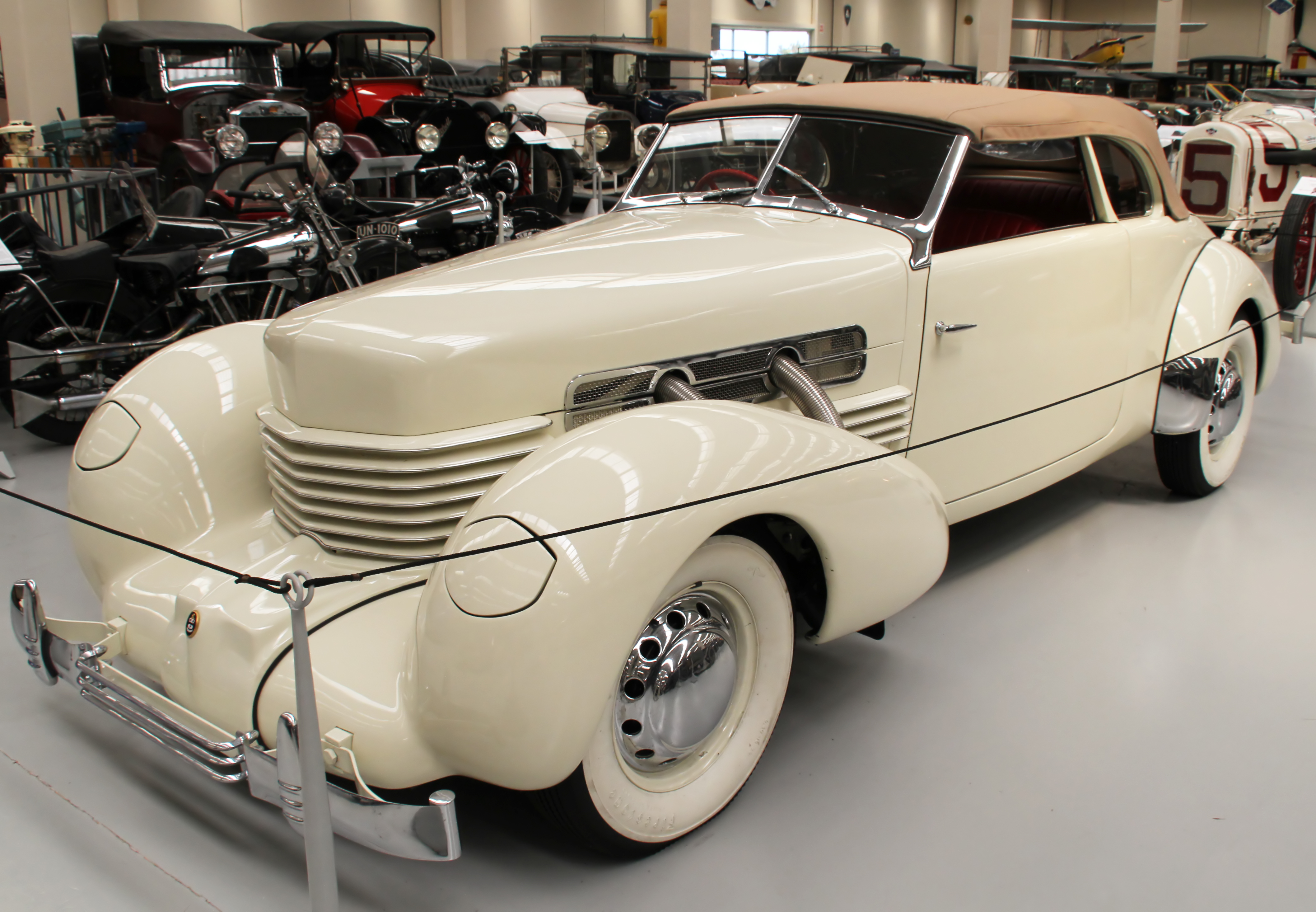
Cord 810/812 (1936).
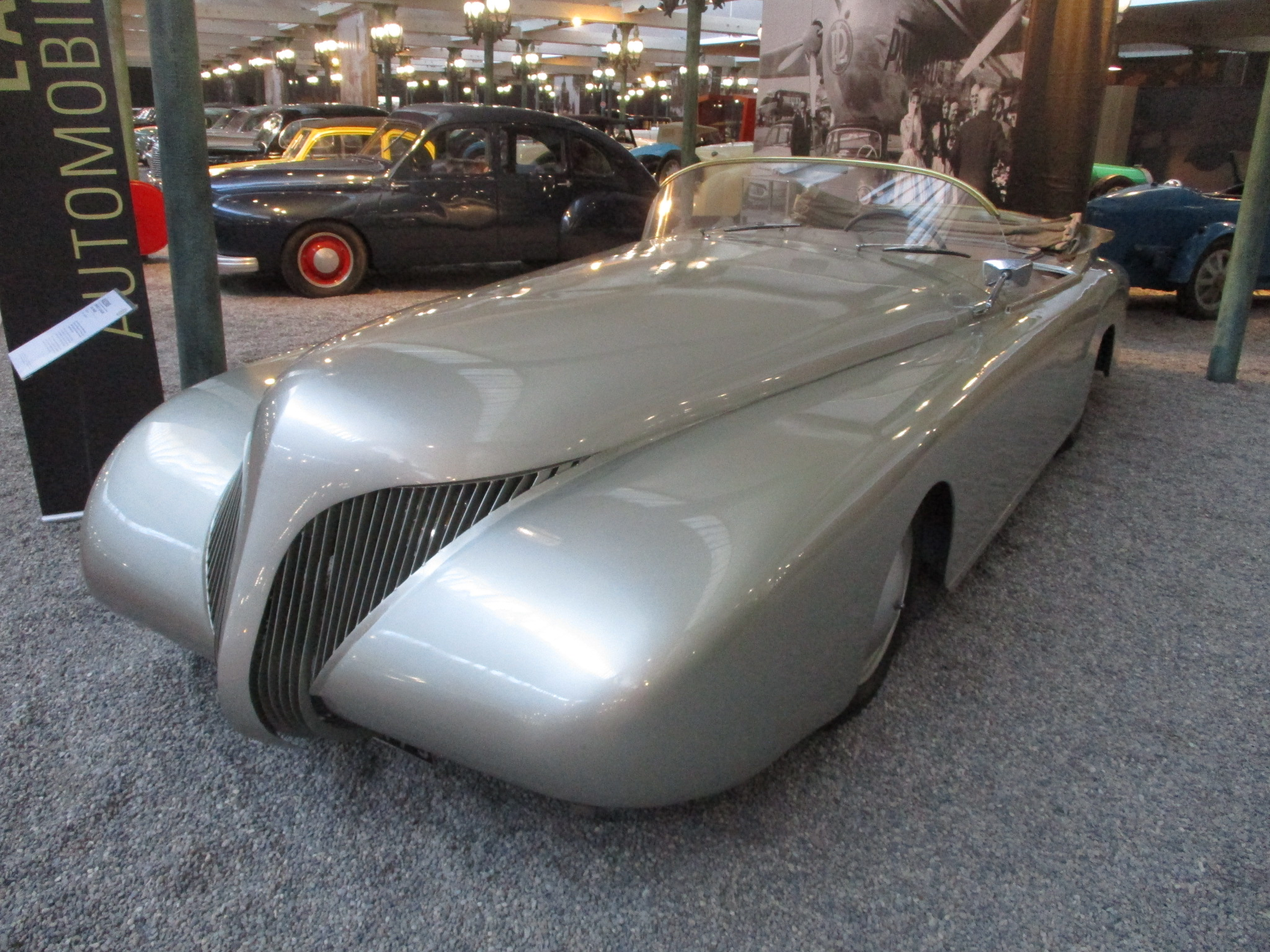
La Baleine (1938).
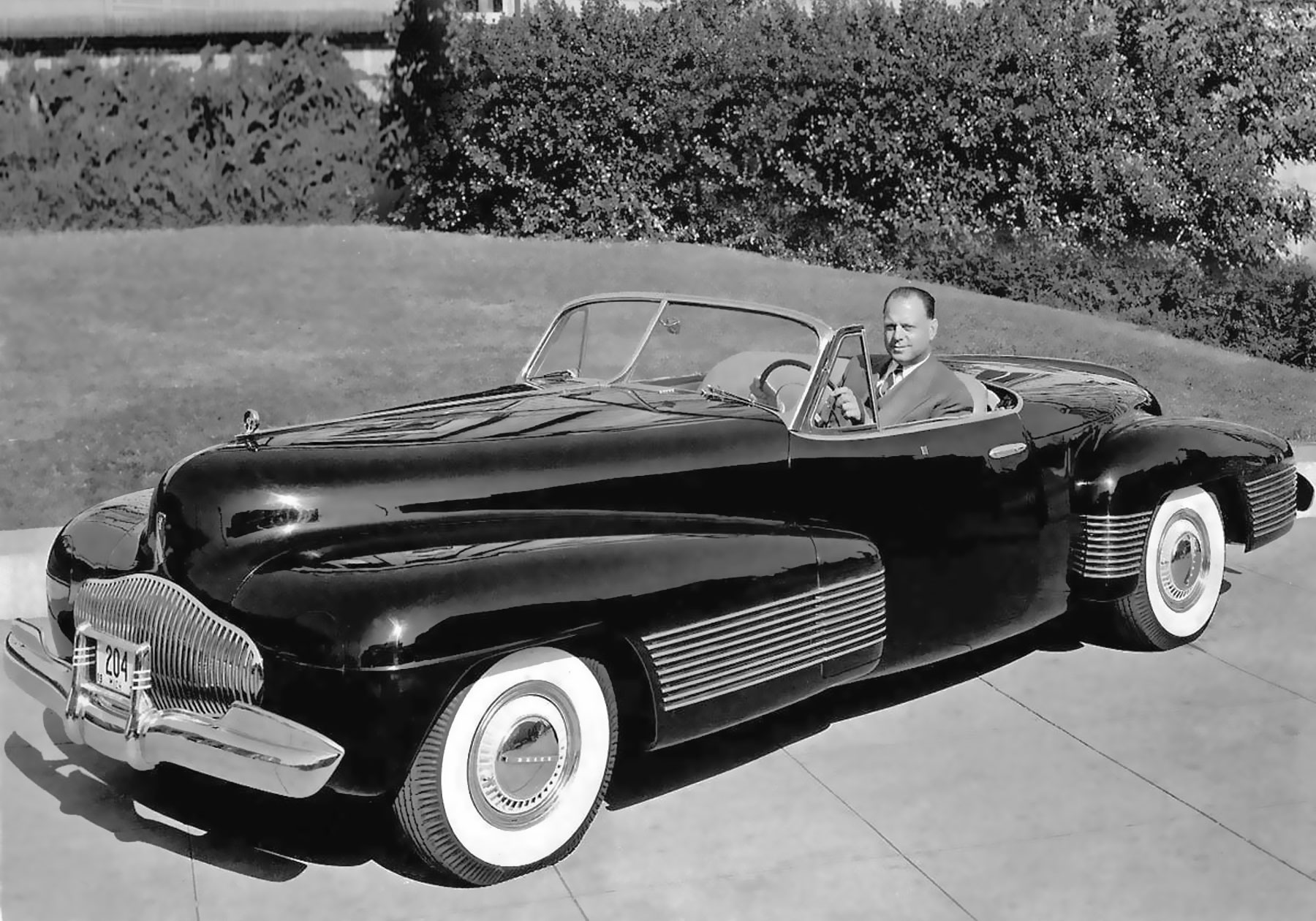
Buick Y-Job (1939).
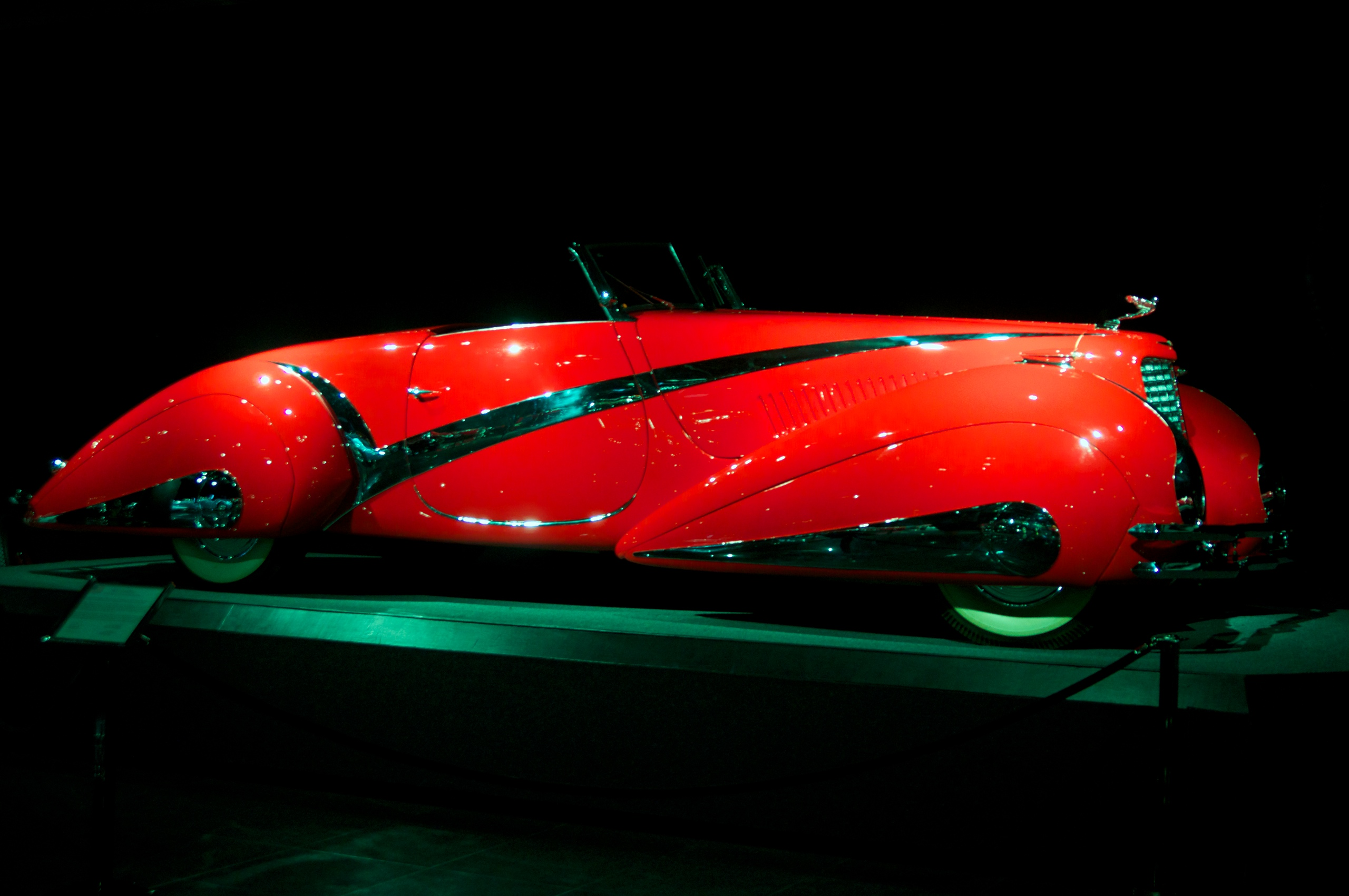
Cadillac V16 Hartmann (1937).
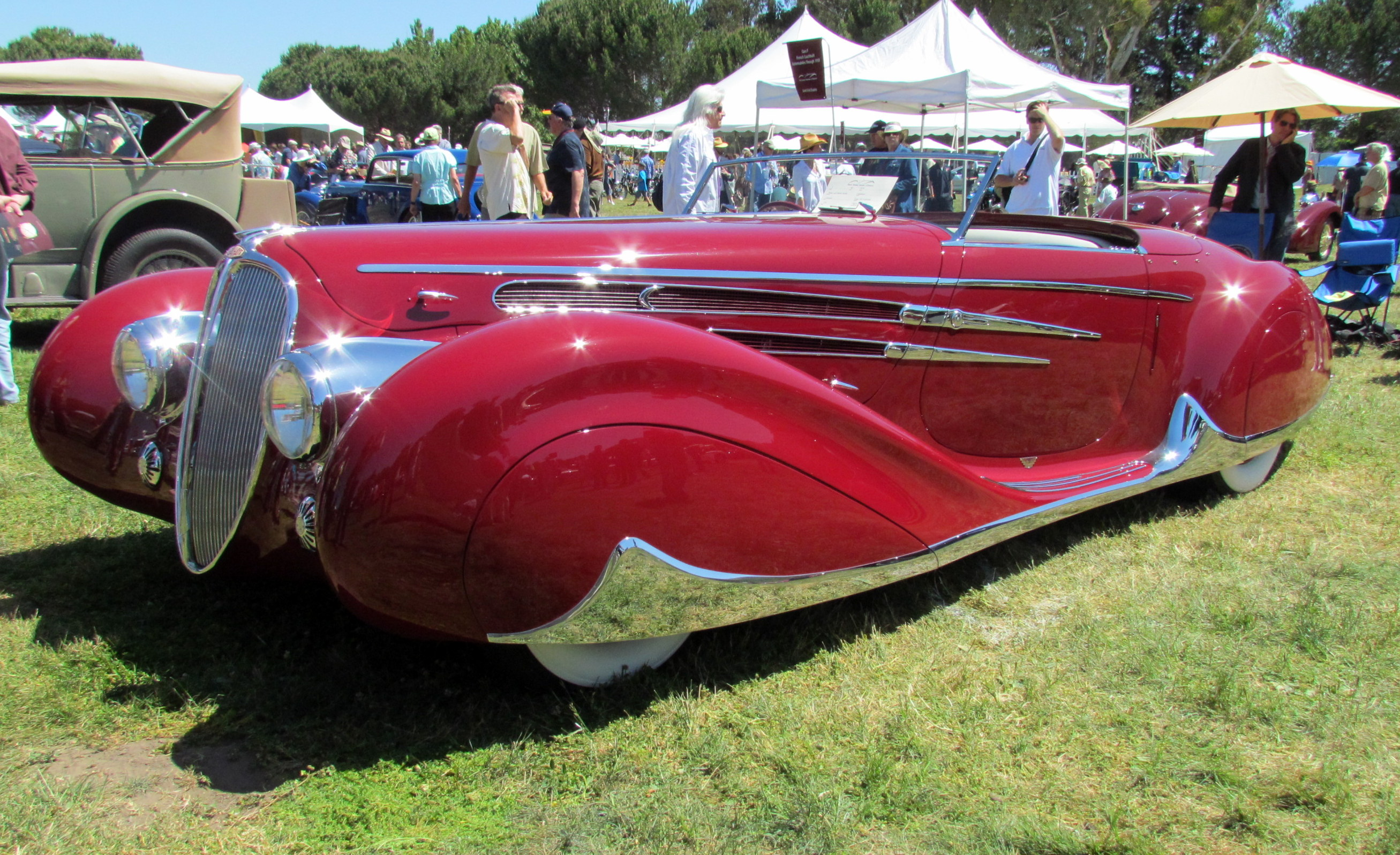
Delahaye Type 165 Figoni & Falaschi (1939).
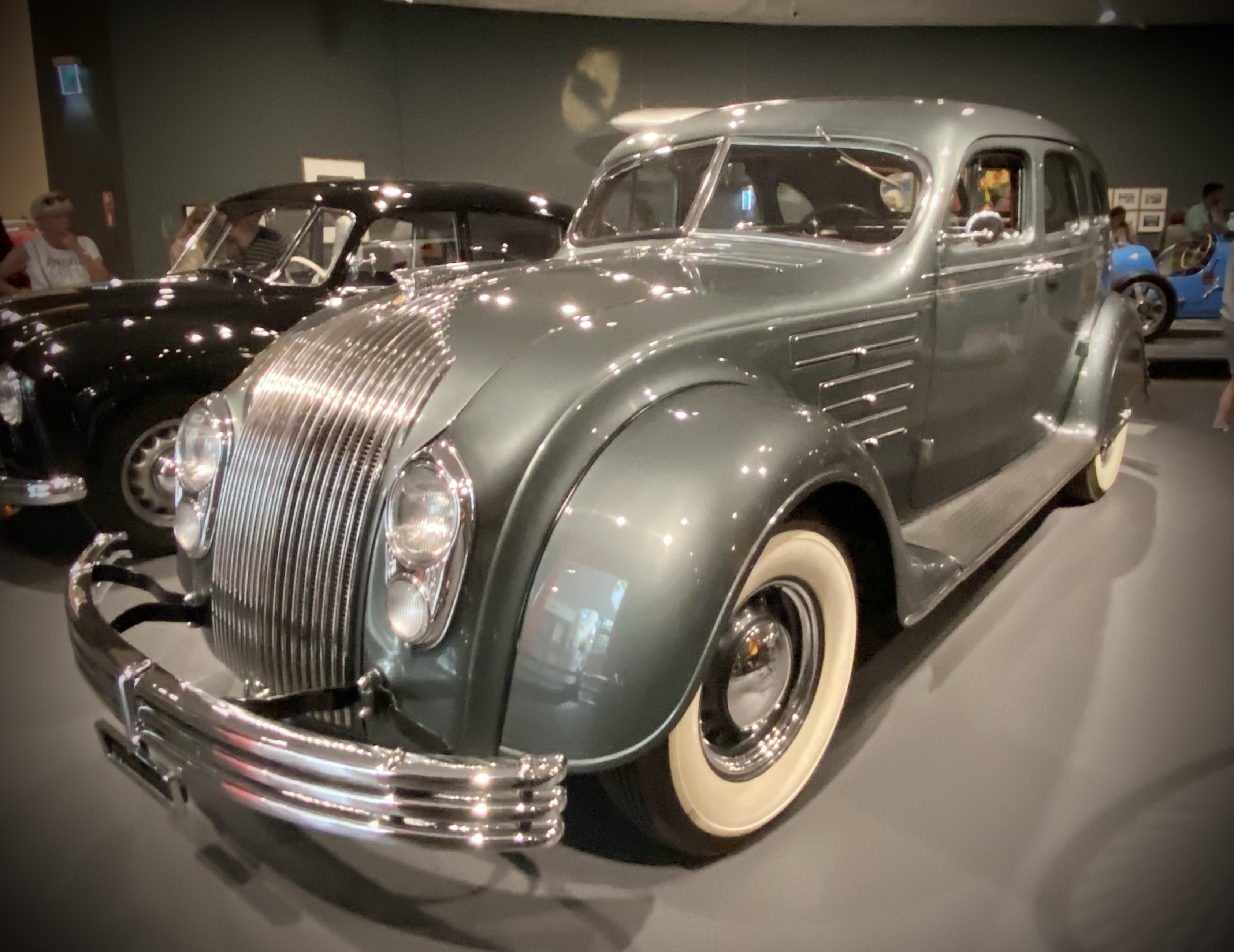
Chrysler Airflow (1934).
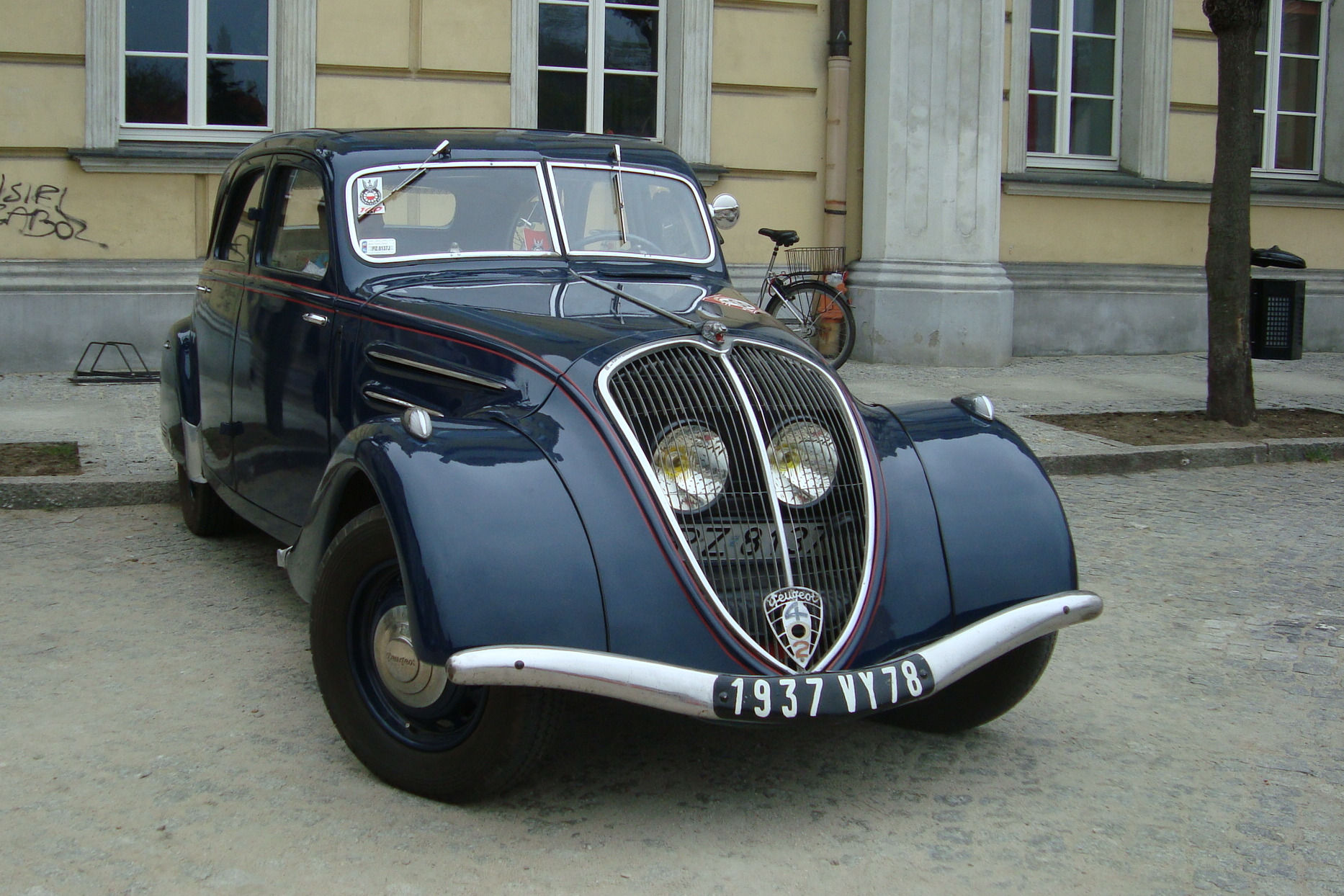
Peugeot 402.
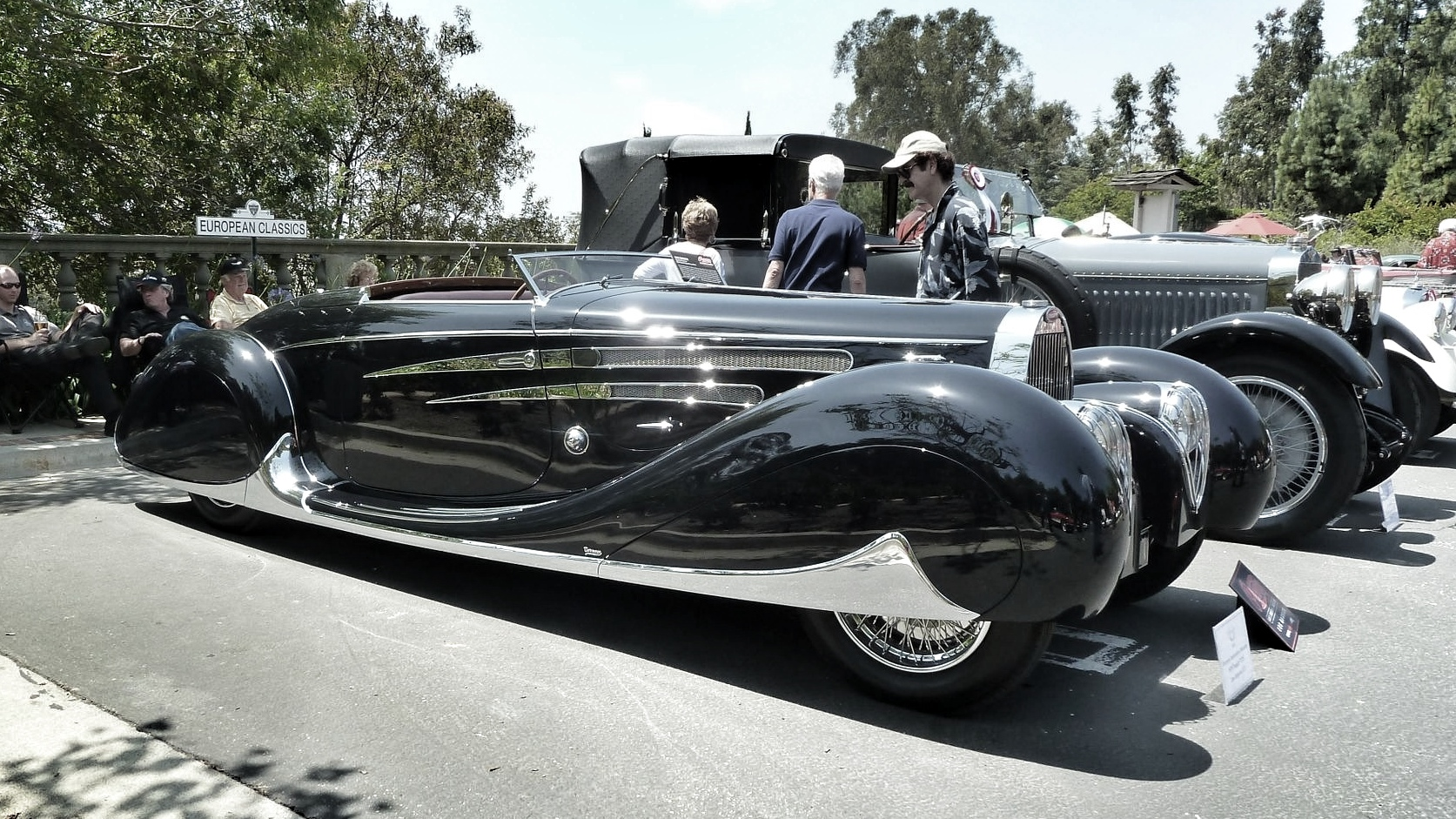
Bugatti Type 57 C Saoutchik & Vanvooren (1939).
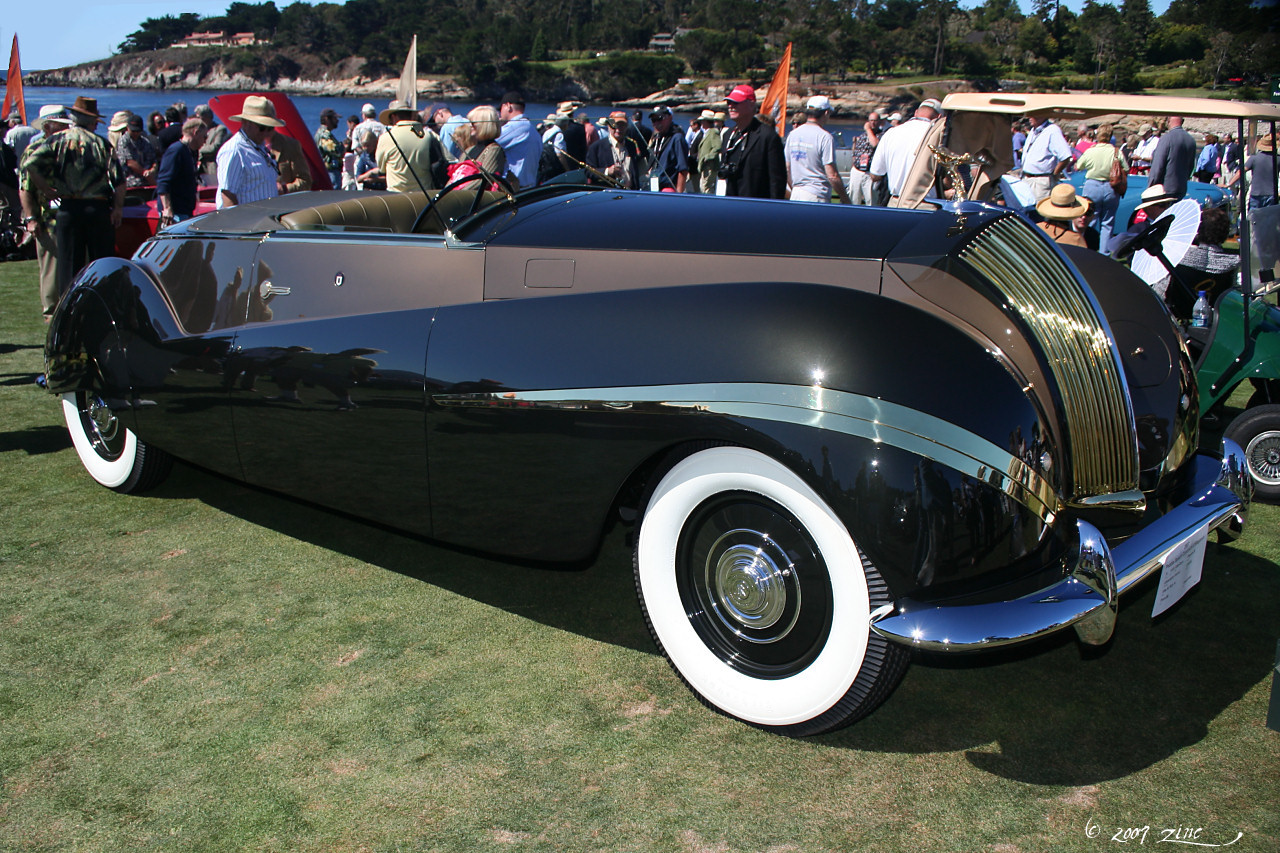
Rolls-Royce Phantom III « Vutotal » Labourdette (1939).
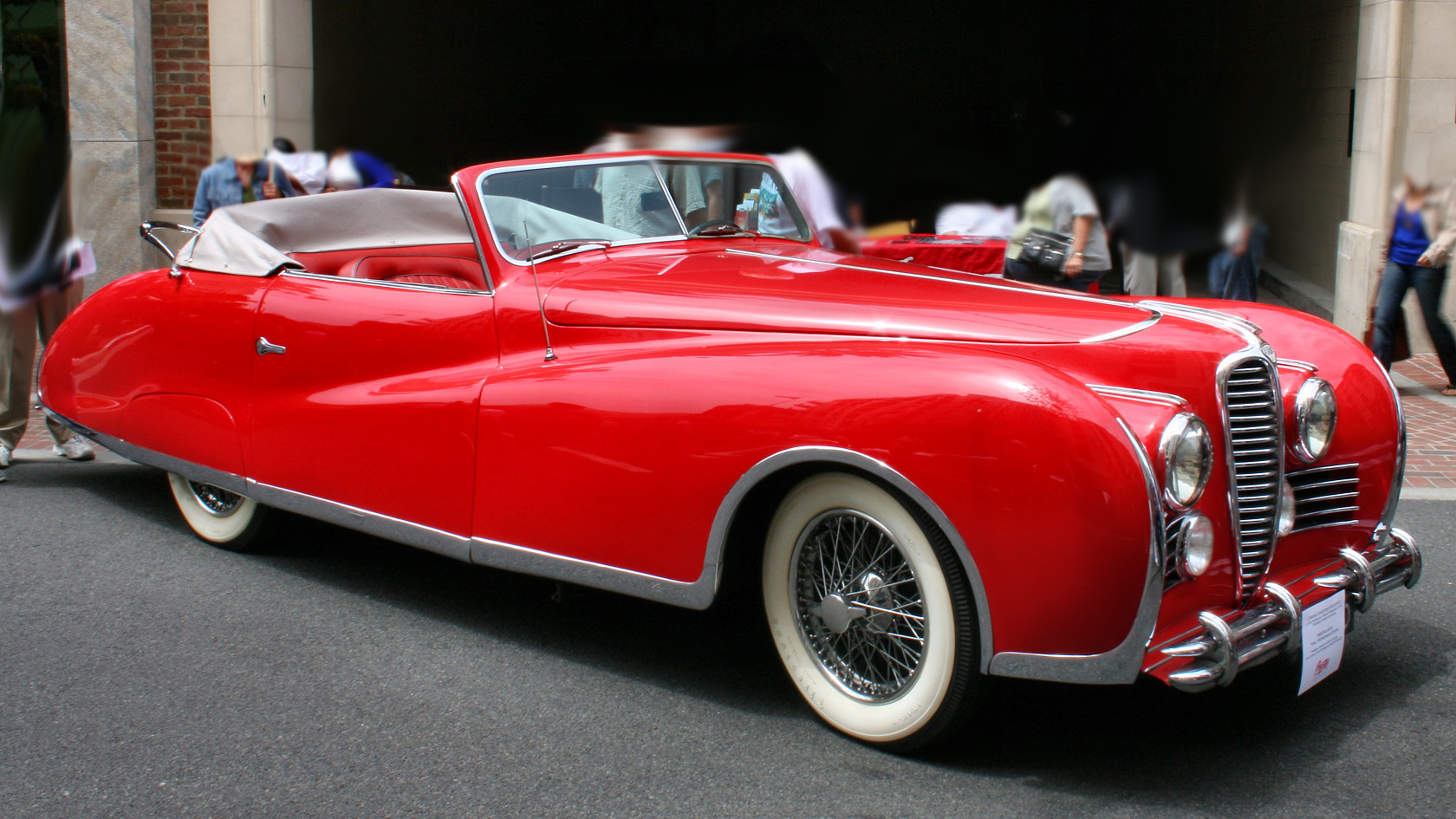
Delahaye Type 178 (1949).

### Aéronautique

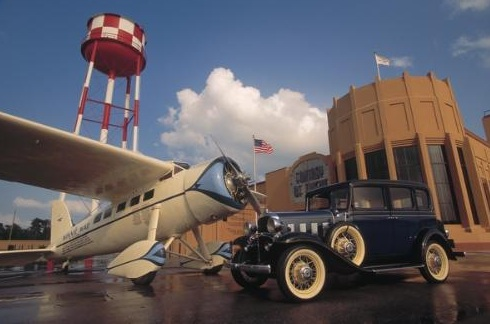
Lockheed Vega (1927).
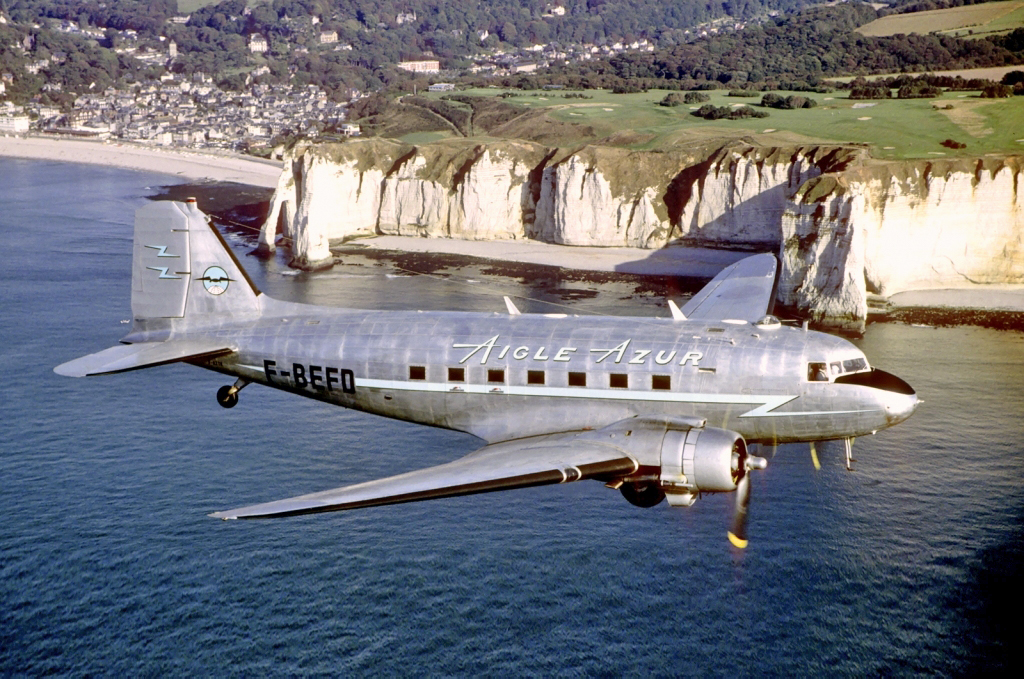
Douglas DC-3 (1936).
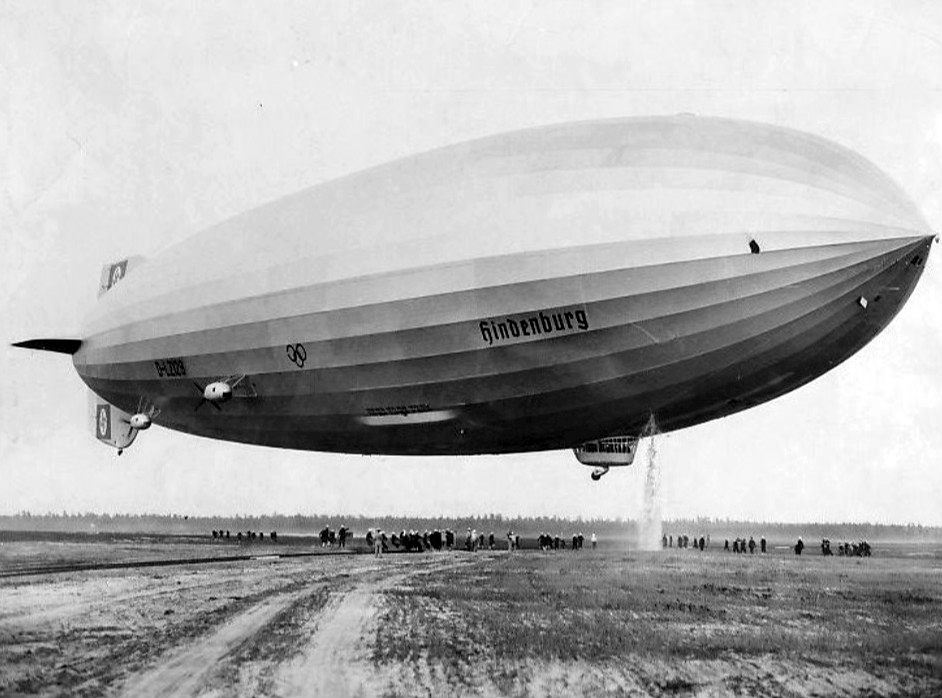
LZ 129 Hindenburg (1936).
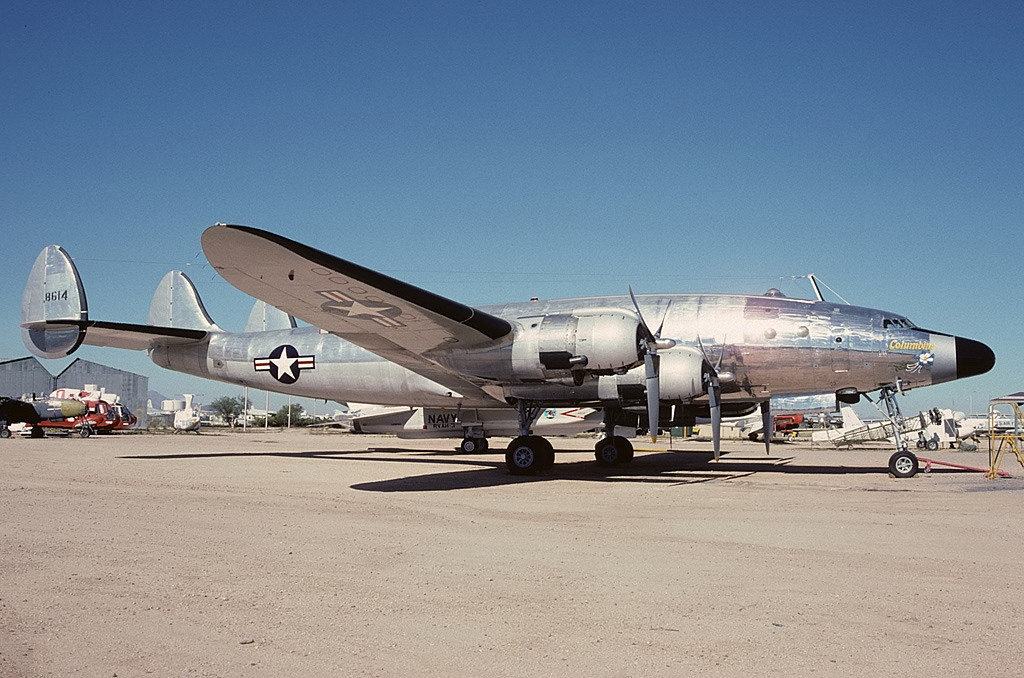
Lockheed Constellation (1943).

### Ferroviaire

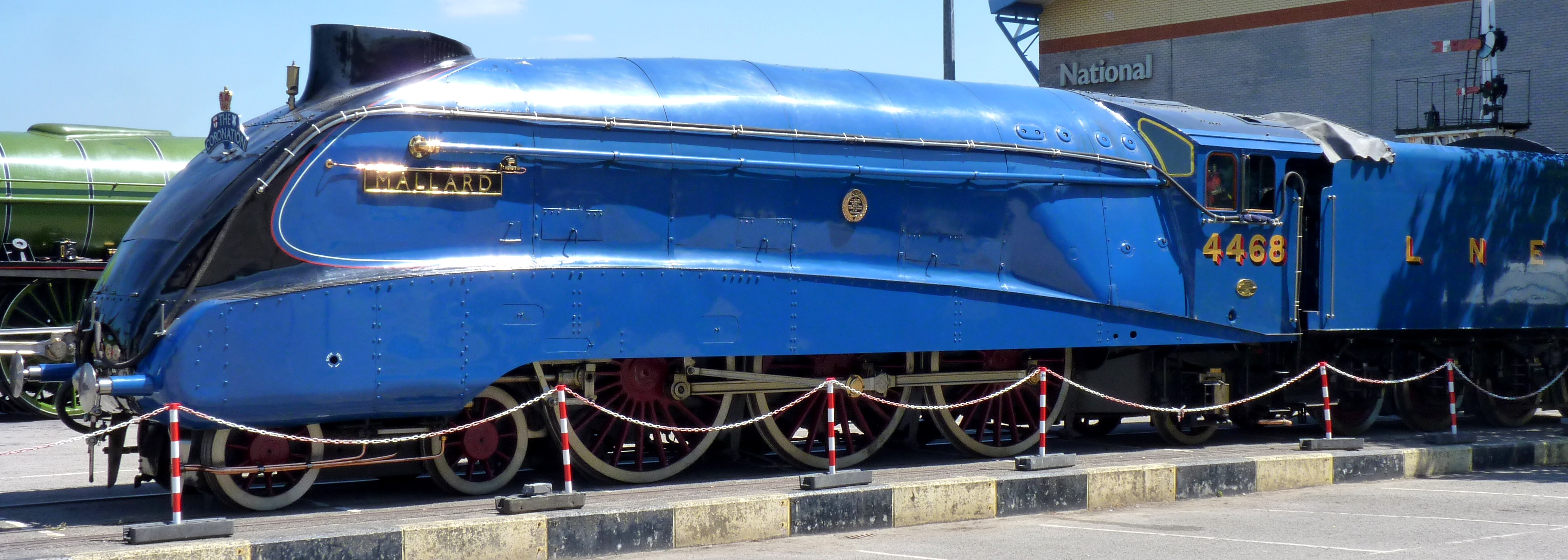
Mallard LNER Classe A4 (1935).
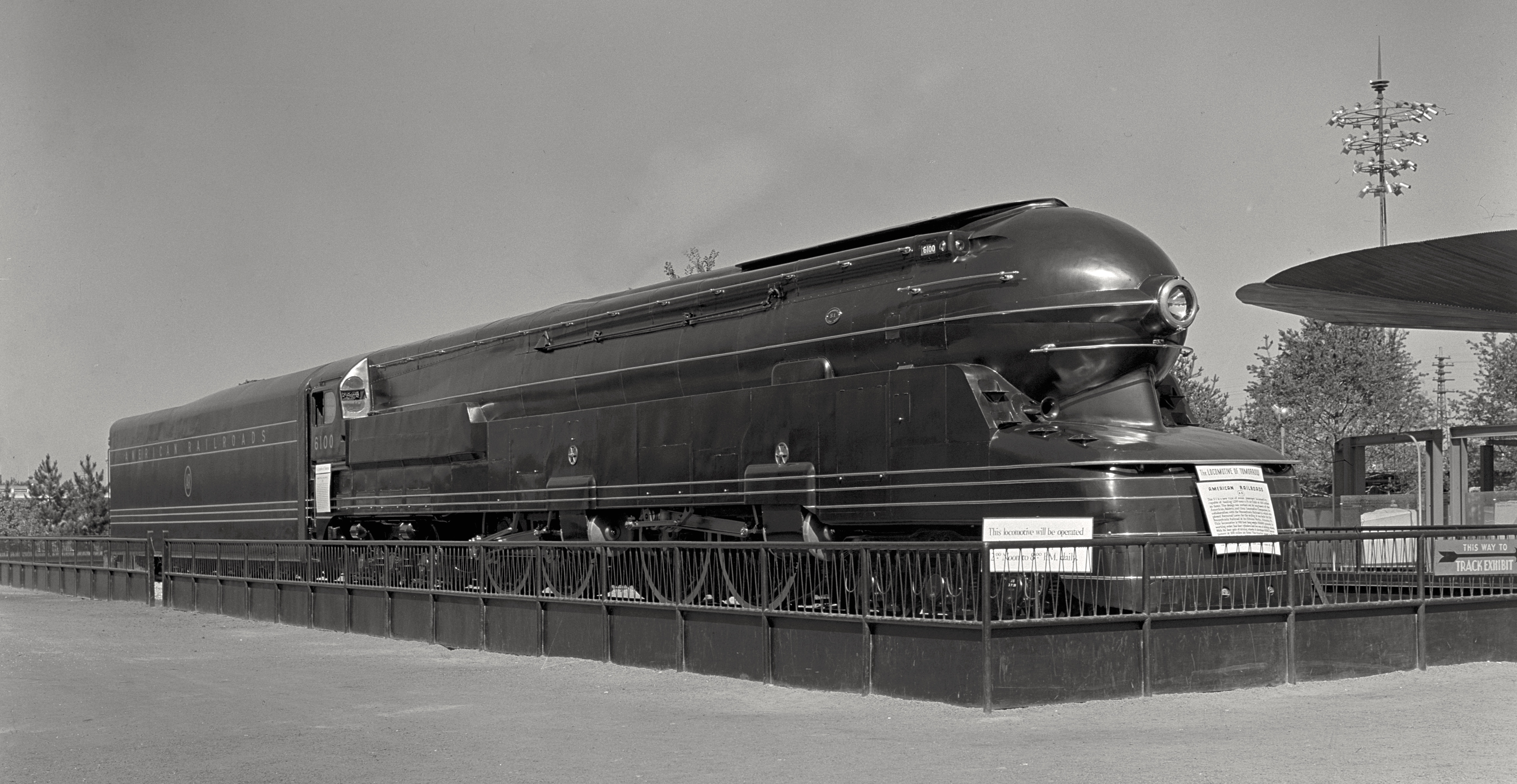
Pennsylvania Railroad class S1 (en), de Raymond Loewy (1939).
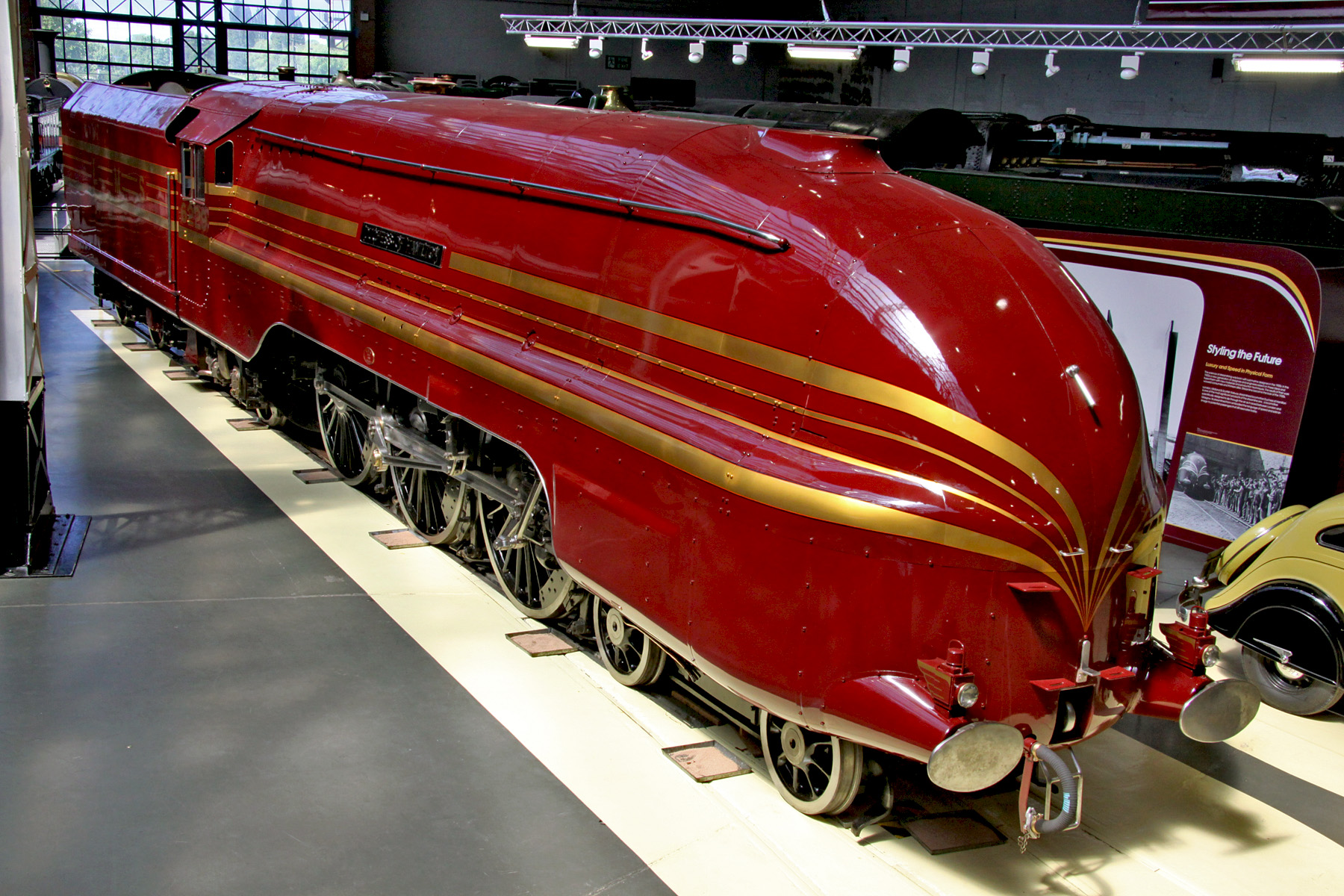
LMS Princess Coronation Class 6229 Duchess of Hamilton (en) (1938).

### Le profilage pour le profilage
Pour les véhicules (voitures, avions, locomotives) destinés à atteindre des hautes vitesses (à partir de 100 km/h, vitesse de pointe de beaucoup d'automobiles du début des années 1930) le profilage aérodynamique se justifie techniquement (gain de vitesse, économie de puissance et de combustible) ; il en va de même pour l'hydrodynamique des coques de navires qui se déplacent dans un milieu beaucoup plus dense et visqueux (les paquebots Bremen et Europa avaient des étraves à bulbe, comme le Normandie, dont la coque aux formes très particulières dessinée par Vladimir Yourkevitch était quasiment aussi rapide avec 160 000 CV de puissance que celle, plus classique, du Queen Mary avec ses 220 000 CV.
Cependant, les créateurs des années 1930 et leurs continuateurs des années 1940 et même 1950 étaient tellement fascinés par la nouveauté des formes nées de la vitesse, des essais scientifiques en soufflerie ou en bassin de carène, qu'ils en vinrent à profiler des véhicules où ce genre de formes ne se justifiaient pas techniquement, et même des objets immobiles, qu'il s'agisse de bâtiments, de grille-pains, ou de réfrigérateurs.
Les designers (ou stylistes) américains, en particulier, eurent tendance à caréner et profiler un peu tout et n'importe quoi, l'esthétique pour l'esthétique l'emportant sur les aspects strictement fonctionnels.
Norman Bel Geddes est un des architectes-stylistes les plus emblématiques de cette tendance. Il proposa notamment un paquebot du futur dont les œuvres mortes (au dessus de la flottaison) auraient été profilées en goutte d'eau. Une telle réalisation n'aurait été techniquement possible qu'au prix d'un énorme surcoût au niveau du formage en courbes complexes des tôles (qui sortent plates des laminoirs), sans apporter un gain de vitesse significatif aux vitesses commerciales maritimes (entre 20 et 30 nœuds, soit 36 à 55 km/h) Cependant, divers navires américains de type Car Ferry furent ainsi profilés, comme le MV Kalakala (vitesse de service 15 nœuds)'ou le Princess ann (aux superstructures dessinées par Raymond Loewy, autre grand nom du Streamline Moderne). Toutefois ces navires résultaient de la refonte de coque existantes sur lesquelles avait été plaquée une superstructure « futuriste » qui n'apportait aucun gain technique (et même quelques désagréments, la passerelle de style aéronautique du Kalakala nuisait à la visibilité et son pont garage profilé réduisait la capacité d'emport en sacrifiant une file de véhicules) mais était un grand bonus en matière de marketing et de publicité.
Un dessinateur publicitaire, également actif dans le domaine des magazines de science-fiction, Arthur Radebaugh, eut une longue collaboration avec une grande firme de métallurgie (la BOHN Aluminium & Brasss corporation), spécialiste des alliages légers, qui réalisa des profits colossaux durant la Seconde Guerre mondiale. Les iconiques publicités Bohn sont un étonnant catalogue de structures et d'engins (que les textes publicitaires annonçaient pour un futur immédiat - en l'espèce la fin de la guerre -), tous profilés et carénés suivant les canons du style streamline moderne.
On y trouve bien sûr des avions, des automobiles et des locomotives, mais aussi des camions semi-remorque, des pelleteuses géantes, des moissonneuses-batteuses des manèges forains, des téléphones fixes à cadran, des trains monorail, des cuisines intégrées et des aérogares en forme d'avion. Ces publicités qui ne débouchèrent pas sur des réalisations concrètes sont aujourd'hui des icônes du rétro-futurisme.

### Au cinéma
- 1937 : Les Horizons perdus, de Frank Capra, les bâtiments du film dessinés par Stephen Goosson.
- 1939 : Le Magicien d'Oz, de Victor Fleming, le design de la cité d'Émeraude